# Józef Piłsudski
Cet article concerne l'homme politique polonais. Pour son frère, voir Bronisław Piłsudski.
Józef Piłsudski, né le 5 décembre 1867 à Zulów, près de Vilnius et mort le 12 mai 1935 à Varsovie, est un homme d’État polonais. Il est dirigeant du Parti socialiste polonais, chef d'État de 1918 à 1922, et Premier ministre à deux reprises entre 1926 et 1930.
À partir du milieu de la Première Guerre mondiale, il eut une influence considérable sur la politique polonaise et fut un personnage important de la scène politique européenne. Il est largement crédité de la création de la deuxième république de Pologne en 1918, 123 ans après les Partages,,,,.
Après avoir été condamné aux travaux forcés en Sibérie pour complot contre le régime tsariste, Piłsudski devint le chef du Parti socialiste polonais et mena une lutte armée pour obtenir l'indépendance de la Pologne. En 1914, il anticipa le déclenchement d'une guerre européenne, la défaite de l'Empire russe par les Empires centraux et la défaite de ces derniers par les puissances occidentales,. Au début de la Première Guerre mondiale, il fonda les légions polonaises qui combattirent avec les troupes austro-hongroises et allemandes contre la Russie. Avec l'effondrement de l'Empire russe en 1917, Piłsudski mit fin à son soutien aux Empires centraux.
De l'indépendance de la Pologne, en novembre 1918, à 1922, Piłsudski fut le chef de l'État polonais. Entre 1919 et 1921, il commanda les troupes polonaises lors de la guerre soviéto-polonaise. En 1923, face à l'opposition de plus en plus forte des nationaux-démocrates dans le gouvernement, il se retira de la politique. Trois ans plus tard, un coup d'État lui permit de revenir au pouvoir et il devint de facto le dirigeant de la Pologne. Un ambassadeur de l'Italie fasciste le décrivit comme un « démocrate libéral dans les habits d'un chevalier de l'ancien régime ». Jusqu'à sa mort en 1935, il s'intéressa principalement aux questions militaires et à la politique étrangère.
Du début de la Première Guerre mondiale jusqu'à sa mort, Piłsudski mena, avec une intensité variable, deux stratégies complémentaires pour assurer la sécurité de la Pologne : le « prométhéisme » visant à désintégrer l'Empire russe puis l'Union soviétique en plusieurs États et la création de la Fédération Międzymorze (Fédération Entre Mers) rassemblant la Pologne et plusieurs de ses voisins. Même si un grand nombre de ses actes politiques restent controversés, Piłsudski est tenu en haute estime par ses compatriotes,,,.

## Biographie

### Jeunesse

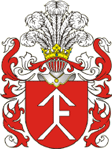
Armoiries de la famille Piłsudski.

Józef Piłsudski est né le 5 décembre 1867 dans le manoir de sa famille près du village de Zułów (en lituanien : Zalavas, en polonais : Zułówo), dans le gouvernement de Vilna de l'Empire russe (de nos jours en Lituanie, dans la municipalité du district de Švenčionys). La famille Piłsudski faisait partie de la petite aristocratie polonaise-lituanienne . Elle avait une forte tradition patriotique polonaise, et a été caractérisée comme une famille polonaise, ou une famille lituanienne polonisée,. Józef était le second fils de la famille. Il parlait très bien lituanien .

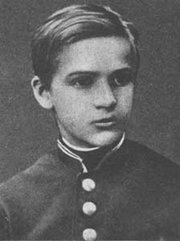
Józef Piłsudski écolier. Photo prise à la fin du XIXe siècle.

Józef, durant sa scolarité au gymnasium russe de Vilna, n'était pas un élève particulièrement brillant. Parmi les autres élèves du gymnasium se trouvait Félix Dzerjinski, un futur communiste qui devint le pire adversaire de Piłsudski. Avec ses frères Adam, Bronisław et Jan, Józef fut initié par sa mère, Maria née Billewicz (pl), à l'histoire et la culture polonaises, qui étaient réprimées par les autorités russes. Son père, également appelé Józef, avait combattu durant l'insurrection polonaise de 1861-1864 contre la domination russe de la Pologne. La famille ne supportait pas les politiques de russification du gouvernement russe. Le jeune Józef détestait particulièrement assister aux messes de l'église orthodoxe russe et il quitta l'école avec une aversion, non seulement envers le tsar et l'Empire russe mais également contre sa culture qu'il connaissait bien.

### Débuts en politique
En 1885, Piłsudski entra à la faculté de médecine de l'université de Kharkov où il rejoignit la Narodnaïa Volia affiliée au mouvement révolutionnaire russe Narodniki. En 1886, il fut suspendu pour avoir participé à une manifestation étudiante. Il fut rejeté de l'université de Dorpat (aujourd'hui Tartu, Estonie) dont les autorités avaient appris ses affiliations politiques. Le 22 mars 1887, il fut accusé de comploter avec les socialistes de Vilna en vue d'assassiner le tsar Alexandre III et il fut arrêté par les autorités tsaristes. En réalité, le principal lien de Piłsudski avec le complot était son frère Bronisław. Ce dernier, qui n'avait en fait que logé chez lui Alexandre Oulianov, le frère du furur Lénine, fut condamné à quinze ans de travaux forcés (katorga) sur l'île de Sakhaline, au nord du Japon,.
Józef Piłsudski fut condamné à cinq ans d'exil en Sibérie, initialement à Kirensk sur la Léna puis à Tunka (en),. Alors qu'il était transporté dans un convoi de prisonniers en Sibérie, Piłsudski fut emprisonné pendant plusieurs semaines à Irkoutsk. Il participa à ce que les autorités considérèrent comme une révolte : après que l'un des détenus eut insulté un gardien et refusé de s'excuser, Piłsudski et d'autres prisonniers furent tabassés par les gardes pour leur résistance ; il perdit deux dents et participa à une grève de la faim jusqu'à ce que les autorités rétablissent les privilèges des prisonniers politiques qui avaient été suspendus après l'incident. Pour son implication, il fut condamné en 1888 à six mois de prison. Il fut obligé de passer la première nuit de son incarcération par une température de −40 °C ; il contracta une maladie qui faillit le tuer et les problèmes de santé qui en découlèrent le suivirent toute sa vie.

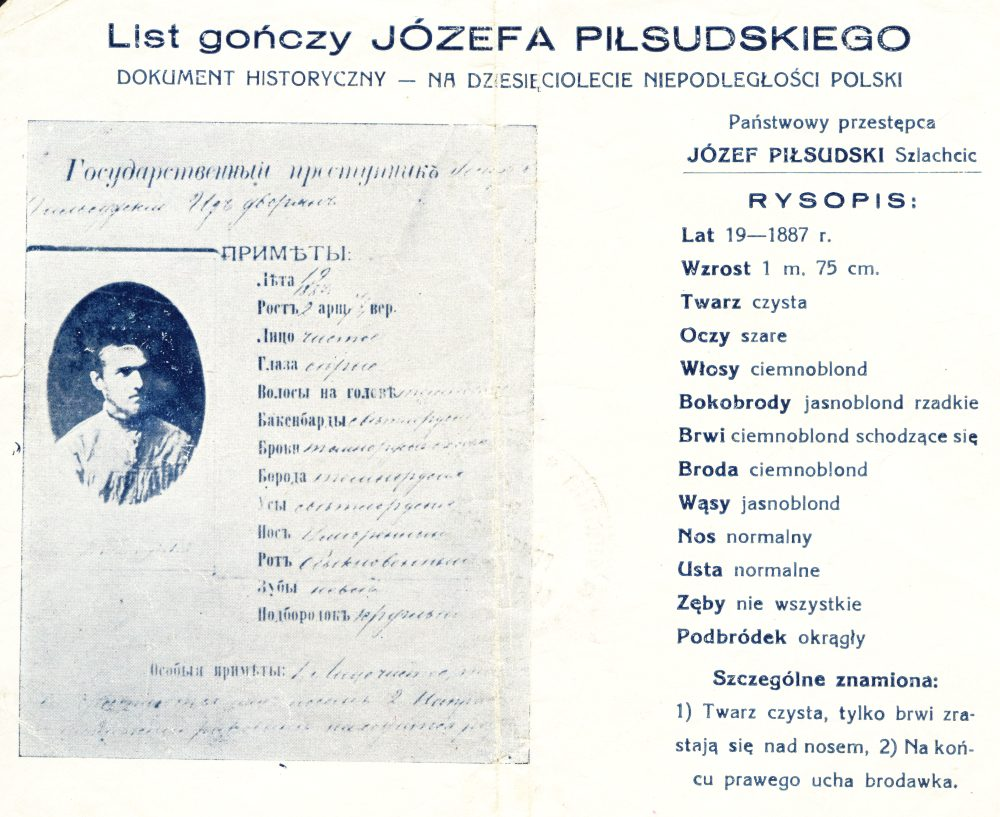
Reproduction de 1928 d'un avis de recherche de 1887 concernant J. Piłsudski, distribué (probablement par ses adversaires politiques) pour « le 10e anniversaire de l'indépendance polonaise » :
Criminel d'État
JÓZEF PIŁSUDSKI, noble
DESCRIPTION :
Âge : 19 (1887)
Taille : 1.75 m.
Visage : clair
Yeux : gris
Cheveux : blond-foncé
Favoris : blond-clair, épars
Sourcils : blond-foncé, fusionnés
Barbe : blond-foncé
Moustache : blond-clair
Nez : normal
Bouche : normale
Dents : certaines manquantes
Menton : rond
Marques distinctives :
1) Visage clair avec les sourcils fusionnés au-dessus du nez
2) verrue au bout de l'oreille droite.

Durant son exil en Sibérie, Piłsudski rencontra de nombreux Sybiraks (en), dont Bronisław Szwarce qui avait été arrêté peu avant l'insurrection polonaise de 1861-1864. Il fut autorisé à travailler dans le métier de son choix et gagna sa vie comme tuteur de mathématiques et de langues étrangères pour les enfants locaux ; il parlait en effet le français, l'allemand et le lituanien en plus du russe et de son polonais maternel et il apprit par la suite l'anglais. Les fonctionnaires locaux décidèrent qu'en tant que noble polonais, il n'était pas éligible à la pension de 10 roubles reçue par la plupart des autres exilés.
En 1892, Piłsudski revint d'exil et s'installa à Adomavas Manor près de Teneniai (actuellement dans la municipalité du district de Šilalė) en Lituanie. En 1893, il rejoignit le Parti socialiste polonais (PPS) et aida à organiser sa branche lituanienne. Initialement, il se positionna avec l'aide socialiste radicale, mais malgré l'internationalisme ostensible du mouvement socialiste, il resta un nationaliste polonais. En 1894, il fonda un journal socialiste clandestin appelé Robotnik (« Le Travailleur ») et en devint rédacteur en chef,,,. En 1895, il devint l'un des dirigeants du PPS et avança que les questions doctrinales avaient peu d'importance et que l'idéologie socialiste devait être associée avec l'idéologie nationaliste car cette combinaison offrait les meilleures chances de rétablir l'indépendance polonaise.
Le 15 juillet 1899, Piłsudski épousa une activiste socialiste, Maria Juszkiewiczowa, née Koplewska (en),,. Selon son principal biographe, Wacław Jędrzejewicz, le mariage fut plus pragmatique que romantique. Les deux époux étaient impliqués dans le mouvement indépendantiste et socialiste et l'impression de Robotnik se fit initialement dans leur appartement de Wilno (en lituanien : Vilnius) puis à Łódź. Du fait de cette vie de famille normale, leur appartement n'était pas soupçonné. La loi russe protégeait également son épouse contre les accusations d'activités illégales de son mari. Les relations se détériorèrent quelques années plus tard lorsque Piłsudski entama une liaison avec une jeune socialiste, Aleksandra Szczerbińska. Maria mourut en août 1921 et, en octobre, Piłsudski épousa Aleksandra. À ce moment, le couple avait deux petites filles, Wanda (en) et Jadwiga.
En février 1900, les autorités russes découvrirent l'imprimerie clandestine de Robotnik à Łódź et Piłsudski fut emprisonné à la citadelle de Varsovie. Il parvint cependant à simuler une maladie mentale et il s'échappa d'un hôpital psychiatrique de Saint-Pétersbourg en mai 1901 avec l'aide d'un médecin polonais, Władysław Mazurkiewicz, et avec d'autres il rejoignit la Galicie faisant alors partie de l'Autriche-Hongrie.

### Action paramilitaire
À ce moment, alors que presque tous les partis de la Pologne russe adoptaient une position conciliante envers l'Empire russe et visaient à obtenir une autonomie limitée pour la Pologne, le PPS de Piłsudski était la seule force politique qui se préparait à combattre l'Empire russe pour l'indépendance de la Pologne et à user de la violence pour atteindre cet objectif.

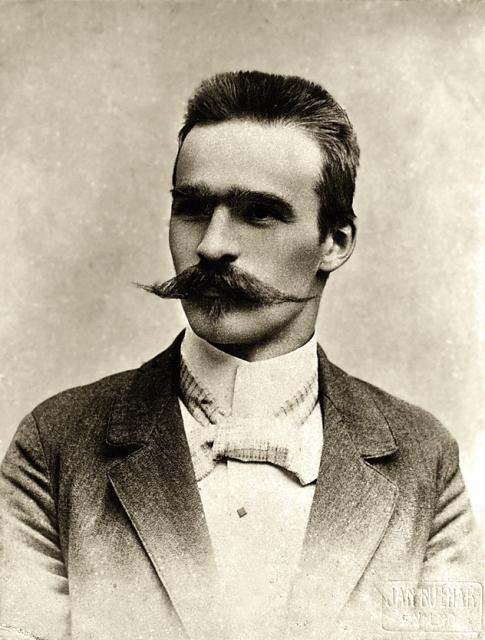
Piłsudski en 1899.

Au déclenchement de la guerre russo-japonaise à l'été 1904, Piłsudski se rendit à Tokyo au Japon où il essaya, sans succès, d'obtenir le soutien de ce pays pour un soulèvement en Pologne. Il offrit de fournir des renseignements militaires aux Japonais et proposa la création d'une légion polonaise composée de Polonais recrutés parmi les prisonniers de guerre russes. Il suggéra également un projet « prométhéen » visant à désintégrer l'Empire russe, un objectif qu'il continua de poursuivre par la suite. Un autre notable polonais, Roman Dmowski, se rendit également au Japon où il se prononça contre le plan de Piłsudski et s'efforça de décourager le gouvernement japonais de soutenir à ce moment une révolution polonaise qu'il jugeait vouée à l'échec,. Dmowski, lui-même patriote polonais, resta un farouche adversaire politique de Piłsudski jusqu'à sa mort. Finalement, les Japonais accordèrent à Piłsudski bien moins que ce qu'il espérait ; il reçut une aide financière pour acheter des armes et des munitions mais les Japonais déclinèrent l'idée d'une légion,.
À l'automne 1904, Piłsudski forma une unité paramilitaire du PPS appelée Bojówki pour créer un mouvement de résistance contre les autorités russes. Le PPS organisa de plus en plus de manifestations, essentiellement à Varsovie. Le 28 octobre 1904, la cavalerie cosaque russe attaqua une manifestation et, en représailles, les paramilitaires du PPS ouvrirent le feu sur les policiers et les militaires russes durant une manifestation le 13 novembre,. Après s'être concentrés sur les espions et les informateurs, les paramilitaires commencèrent à mener des attaques à la bombe contre les officiers de police russes.
Durant la révolution russe de 1905, Piłsudski joua un rôle majeur dans les événements au Royaume du Congrès. Au début de l'année 1905, il ordonna au PPS de lancer une grève générale qui impliqua 400 000 ouvriers et dura deux mois avant sa répression par les autorités russes. Durant l'insurrection de Łódź en juin, les paramilitaires de Piłsudski affrontèrent violemment les partisans de Dmowski et ses nationaux-démocrates. Le 22 décembre 1905, Piłsudski appela tous les ouvriers polonais à se soulever mais l'appel fut largement ignoré.
À la différence des nationaux-démocrates, Piłsudski engagea le PPS à boycotter les élections à la première Douma. De cette décision, et de sa volonté d'obtenir l'indépendance de la Pologne par la violence, résulta une scission au sein du Parti socialiste polonais. En novembre 1906, contre l'aile gauche modérée qui envisageait une révolution socialiste dans toute la Russie, Piłsudski prit la tête d'une fraction nationaliste, dite PPS-Fraction révolutionnaire (PPS-FR ou FRAK ou Ancienne fraction), visant l'indépendance de la Pologne. Contrôlant l'organisation paramilitaire du PPS, l'OB-PPS fondée en 1904 et commandée par Kazimierz Sosnkowski, Piłsudski et ses partisans étendirent le combat contre la Russie pour obtenir l'indépendance, appelèrent au soulèvement national, organisèrent des attaques pour financer leur cause, des expropriations, des attentats. En 1909, sa faction devint majoritaire au sein du PPS. Piłsudski s'imposa comme l'un des dirigeants les plus importants du parti socialiste jusqu'au déclenchement de la Première Guerre mondiale.
Piłsudski anticipait une guerre européenne, et le besoin d'organiser le noyau d'une future armée polonaise qui pourrait défendre l'indépendance polonaise contre les trois empires qui s'étaient partagé le pays à la fin du XVIIIe siècle. En 1906, Piłsudski, avec la complicité des autorités austro-hongroises, fonda une école militaire à Cracovie pour entraîner les unités paramilitaires. Durant la seule année 1906, les 800 paramilitaires répartis en cinq équipes tuèrent 336 fonctionnaires russes ; le nombre de tués diminua dans les années suivantes, tandis que le nombre de paramilitaires passa à environ 2 000 en 1908,.

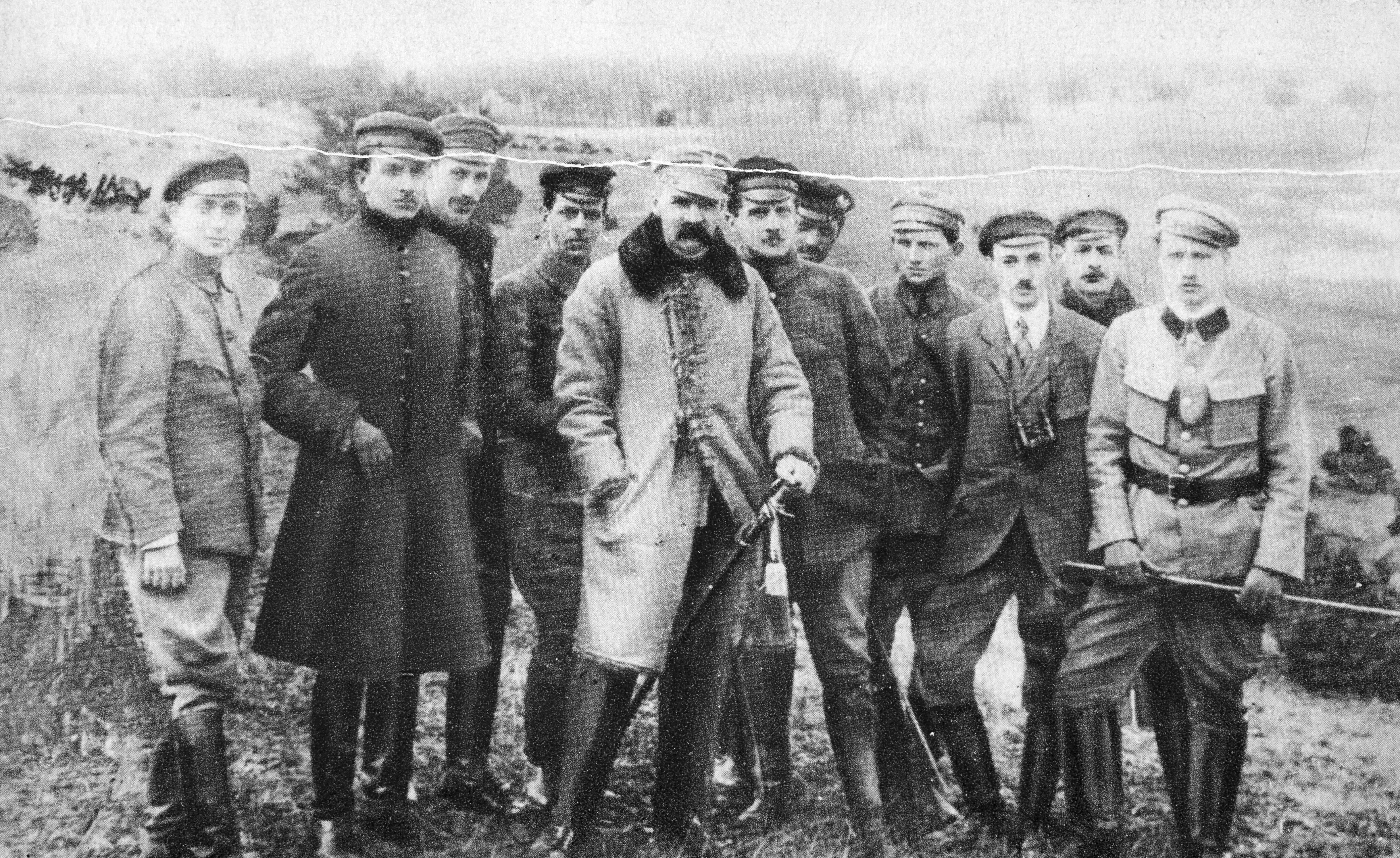
Józef Piłsudski (au centre) avec le commandement suprême de l'Organisation militaire polonaise, 1917.

Les paramilitaires attaquèrent également les transports de fonds russes quittant les territoires polonais. Dans la nuit du 26 au 27 septembre 1908, ils braquèrent un train postal convoyant les impôts de Varsovie à Saint-Pétersbourg. Piłsudski, qui prit part à ce qui fut appelé le raid Bezdany, du nom de la ville près de Vilna où il eut lieu l'attaque, utilisa l'argent obtenu pour financer son organisation secrète. Le butin de cette unique attaque, 200 812 roubles, représentait une fortune pour l'époque et égalait toutes les prises au cours des deux années précédentes.
En 1908, Piłsudski transforma ses unités paramilitaires en une « association de lutte active » (Związek Walki Czynnej ou ZWC) dirigée par trois de ses associés, Władysław Sikorski, Marian Kukiel (en) et Kazimierz Sosnkowski. L'un des principaux objectifs de la ZWC était de former des officiers et des sous-officiers pour une future armée polonaise. En 1910, deux organisations paramilitaires furent légalement créées dans la partie austro-hongroise de la Pologne, une à Lwów (en ukrainien : Lviv aujourd'hui en Ukraine) et l'autre à Cracovie, pour assurer des cours de science militaire. Avec la permission des autorités austro-hongroises, Piłsudski fonda une série de « clubs sportifs » appelés Związek Strzelecki (« Association des fusiliers ») qui servirent de couverture pour entraîner les forces militaires polonaises. En 1912, Piłsudski (utilisant son nom de guerre, Mieczysław) devint commandant-en-chef d'une de ces organisations qui atteignit 12 000 hommes en 1914,. En 1914, Piłsudski déclara que « seul le sabre a maintenant une importance dans la balance de la destinée d'une nation ».

### Première Guerre mondiale

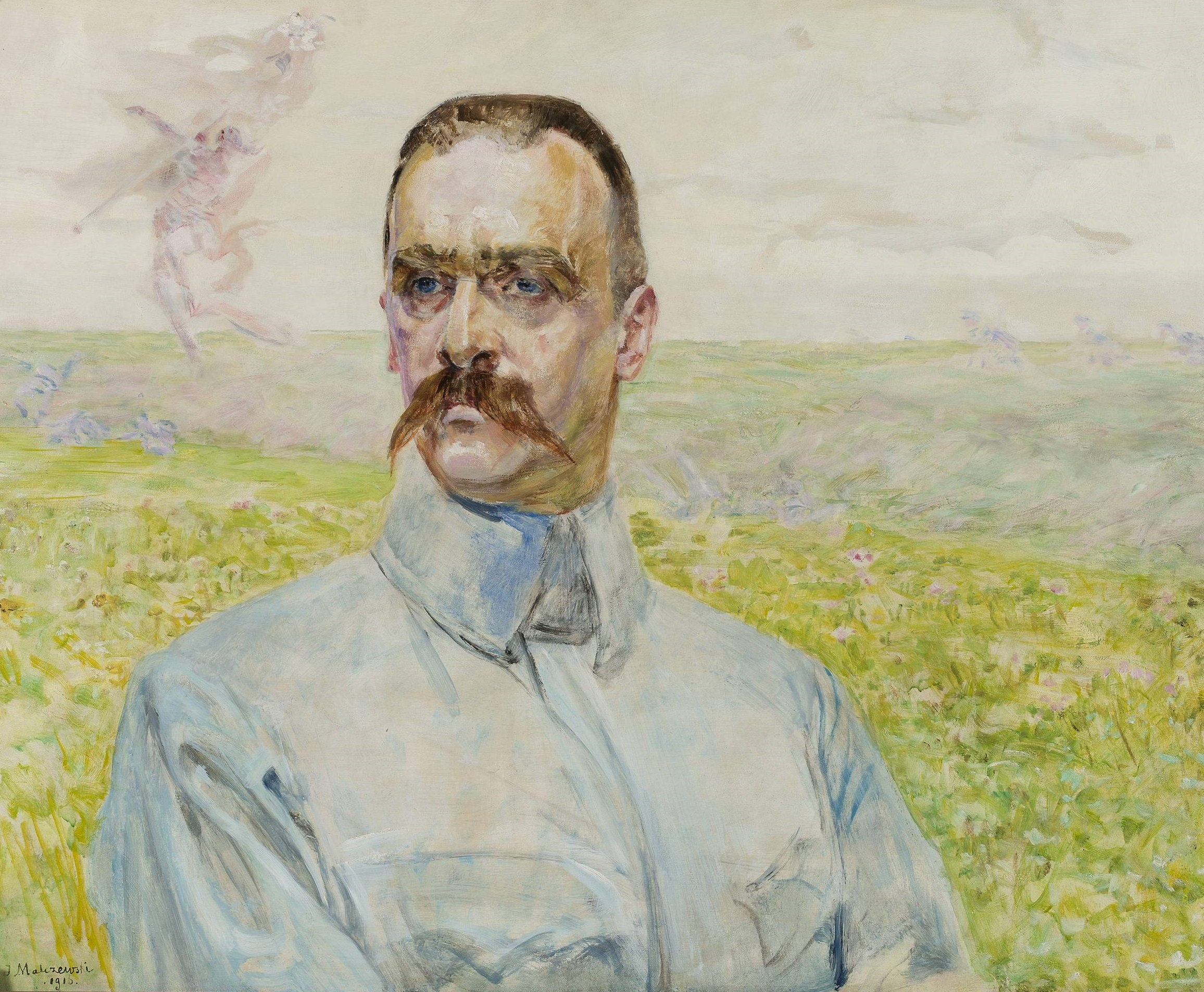
Le brigadier Józef Piłsudski par Jacek Malczewski, 1916.

Durant un rassemblement à Paris en 1914, Piłsudski déclara que dans la guerre imminente, pour que la Pologne recouvre son indépendance, la Russie devrait être battue par les Empires centraux (Autriche-Hongrie et Empire allemand) et que ces derniers devraient être défaits par la France, le Royaume-Uni et les États-Unis,. Par contraste, Roman Dmowski, le rival de Piłsudski, considérait que le meilleur moyen d'obtenir une Pologne unifiée et indépendante était de soutenir la Triple-Entente contre les Empires centraux.
Au déclenchement de la Première Guerre mondiale, le 3 août 1914, Piłsudski forma une petite unité militaire à Cracovie à partir des membres de l'Association des fusiliers et d'autres formations paramilitaires. Le même jour, une unité de cavalerie menée par Władysław Belina-Prażmowski fut envoyée en reconnaissance en territoire russe avant même la proclamation de l'état de guerre entre la Russie et l'Autriche-Hongrie qui eut lieu le 6 août. La stratégie de Piłsudski était d'envoyer ses troupes au nord dans une zone évacuée par l'armée impériale russe dans l'espoir de pouvoir faire une percée jusqu'à Varsovie et déclencher une insurrection nationale,. Malgré ses forces limitées, il rédigeait ses ordres avec la mention d'un imaginaire « Gouvernement national à Varsovie » et exploitait au maximum les ordres austro-hongrois pour prendre des initiatives, aller de l'avant et établir des institutions polonaises dans les villes libérées ; dans le même temps, les Austro-hongrois considéraient que ses forces n'étaient bonnes qu'à faire de la reconnaissance et à soutenir les principales formations austro-hongroises. Le 12 août, les forces de Piłsudski prirent la ville de Kielce mais Piłsudski découvrit que la population était moins enthousiaste que ce qu'il avait espéré.
Peu après, il créa officiellement les légions polonaises et prit le commandement de la première brigade qu'il mena à plusieurs victoires. Il informa également secrètement le gouvernement britannique à l'automne 1914 que ses légions ne combattraient jamais la France ou le Royaume-Uni mais uniquement la Russie. Piłsudski décréta que les soldats des légions seraient appelés Obywatel (« Citoyen ») en référence à la Révolution française et il se fit appeler Komendant (« Commandant »). Piłsudski était extrêmement respecté par ses hommes et cette loyauté dura pendant de nombreuses années.

Piłsudski et ses officiers à Kielce, 1915.

En 1914, Piłsudski créa une autre organisation, l'Organisation militaire polonaise (Polska Organizacja Wojskowa), l'ancêtre de l'Agence de renseignements extérieurs de la Pologne chargé de missions d'espionnage et de sabotage,. Au milieu de l'année 1916, après la bataille de Kostiuchnówka (en) (4-6 juillet 1916) au cours de laquelle les légions polonaises jouent un rôle de freinage de l'offensive russe au prix de 2 000 morts, Piłsudski demanda aux Empires centraux de garantir l'indépendance de la Pologne. Il associa la demande avec son offre de démission et celle de nombreux officiers des légions. Le 5 novembre 1916, les Empires centraux s'engagèrent à reconnaître l'indépendance de la Pologne en espérant accroître le nombre de troupes polonaises qui pourraient être déployées face à la Russie sur le front de l'Est et ainsi redéployer des troupes allemandes et austro-hongroises sur le front de l'Ouest et le front italien,.
Piłsudski accepta d'intégrer le gouvernement de la régence du royaume de Pologne créée sur les territoires de la Pologne russe occupés par les Empires centraux, en tant que ministre de la Défense ; il fut ainsi responsable de la création de la Polska Siła Zbrojna rassemblant les troupes polonaises sous le commandement d'officiers allemands. À la suite de la révolution de Février en Russie et devant la situation de plus en plus difficile des Empires centraux, Piłsudski prit une posture inflexible en déclarant que ses hommes ne seraient plus traités comme des « troupes coloniales allemandes ». Anticipant la défaite des Empires centraux, il ne voulait pas se retrouver du côté des perdants,. Après la "crise du serment (en)" de juillet 1917 au cours de laquelle Piłsudski avait interdit aux soldats polonais de prêter serment de loyauté aux Empires centraux, il fut arrêté et emprisonné à Magdebourg ; les unités polonaises furent dissoutes et les hommes intégrés dans l'armée austro-hongroise, tandis que l'Organisation militaire polonaise commença à attaquer des cibles allemandes. L'arrestation de Piłsudski accrut largement son prestige parmi ses compatriotes qui commencèrent à le voir comme le dirigeant polonais le plus déterminé à rétablir une Pologne indépendante.
Le 8 novembre 1918, Piłsudski et son collègue, le colonel Kazimierz Sosnkowski, furent relâchés par les Allemands qui les envoient dans un train spécial à Varsovie dans l'espoir que Piłsudski y créerait une force qui leur serait favorable.

### Reconstruction de la Pologne

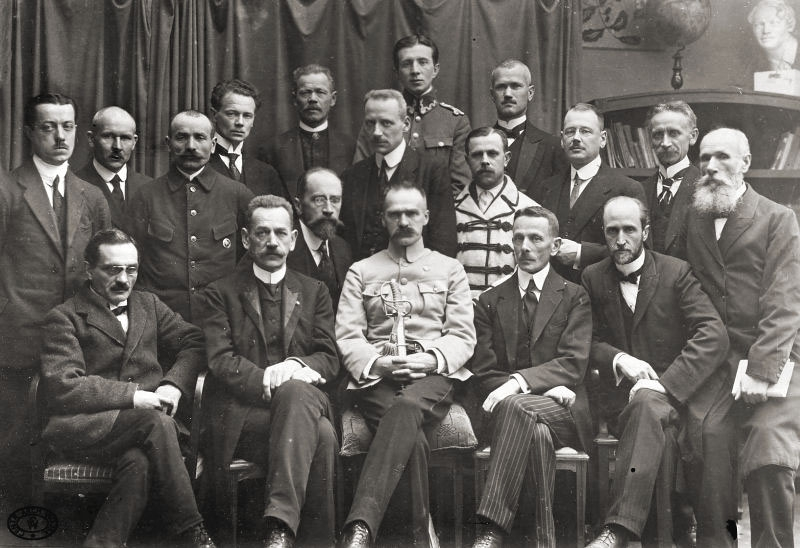
Le premier gouvernement polonais du 18 novembre 1918.

Le 11 novembre 1918 à Varsovie, Piłsudski fut nommé commandant en chef des forces polonaises par le conseil de Régence et fut chargé de former un gouvernement pour le nouvel état. Le même jour (aujourd'hui la fête nationale polonaise), il proclama l'indépendance de la Pologne. Il négocia rapidement l'évacuation des troupes et des garnisons allemandes de l’Ober Ost. Plus de 400 000 Allemands quittèrent pacifiquement la Pologne en abandonnant leurs armes,. Le 14 novembre 1918, Piłsudski fut chargé de superviser provisoirement les affaires du pays. Le 22 novembre, il reçut officiellement des mains du nouveau gouvernement de Jędrzej Moraczewski, le titre de chef de l'État provisoire (Naczelnik Państwa).
Divers organisations et gouvernements provisoires polonais comme le conseil de Régence à Varsovie, le gouvernement d'Ignacy Daszyński à Lublin et la Commission polonaise de liquidation à Cracovie, se soumirent à l'autorité de Piłsudski qui forma un gouvernement de coalition. Ce dernier était dominé par les socialistes et il introduisit de nombreuses réformes jugées nécessaires par le Parti socialiste polonais comme la Journée de huit heures, l'enseignement gratuit et le droit de vote des femmes pour éviter toute révolte. Piłsudski considérait cependant qu'en tant que chef de l'État, il devait éviter les politiques partisanes,. Le lendemain de son arrivée à Varsovie, il rencontra d'anciens collègues des organisations clandestines qui s'adressèrent à lui à la manière socialiste avec « Camarade » (Towarzysz) et demandèrent son soutien pour leurs politiques révolutionnaires. Il refusa et répondit, « Camarades, j'ai pris le tramway du socialisme jusqu'à l'arrêt appelé Indépendance et c'est là que je descends. Vous pouvez continuer jusqu'au terminus si vous le souhaitez mais à partir de maintenant, adressons nous chacun avec Monsieur! ». Il refusa de soutenir un quelconque parti et ne forma pas d'organisation politique propre ; en revanche, il défendit la création d'un gouvernement de coalition,. Il organisa également une armée polonaise composée de vétérans polonais des armées allemandes, russes et austro-hongroises.
Les tentatives de formation d'un gouvernement se firent dans un pays ravagé. La plus grande partie de la Pologne russe avait été dévastée par la guerre et le pillage systématique mené par les Allemands avait réduit sa richesse d'au moins 10 %. Un diplomate britannique en visite à Varsovie en janvier 1919 rapporta, « nulle part ailleurs, je n'ai vu autant de preuves de l'extrême pauvreté et de la misère que ce que l'on peut voir ici à chaque détour ». Le pays devait également unifier les différents systèmes économiques, administratifs et juridiques présents dans les anciennes parties russe, allemande et austro-hongroise de la Pologne. Il existait par exemple neuf systèmes juridiques, cinq monnaies et 165 modèles de locomotives.

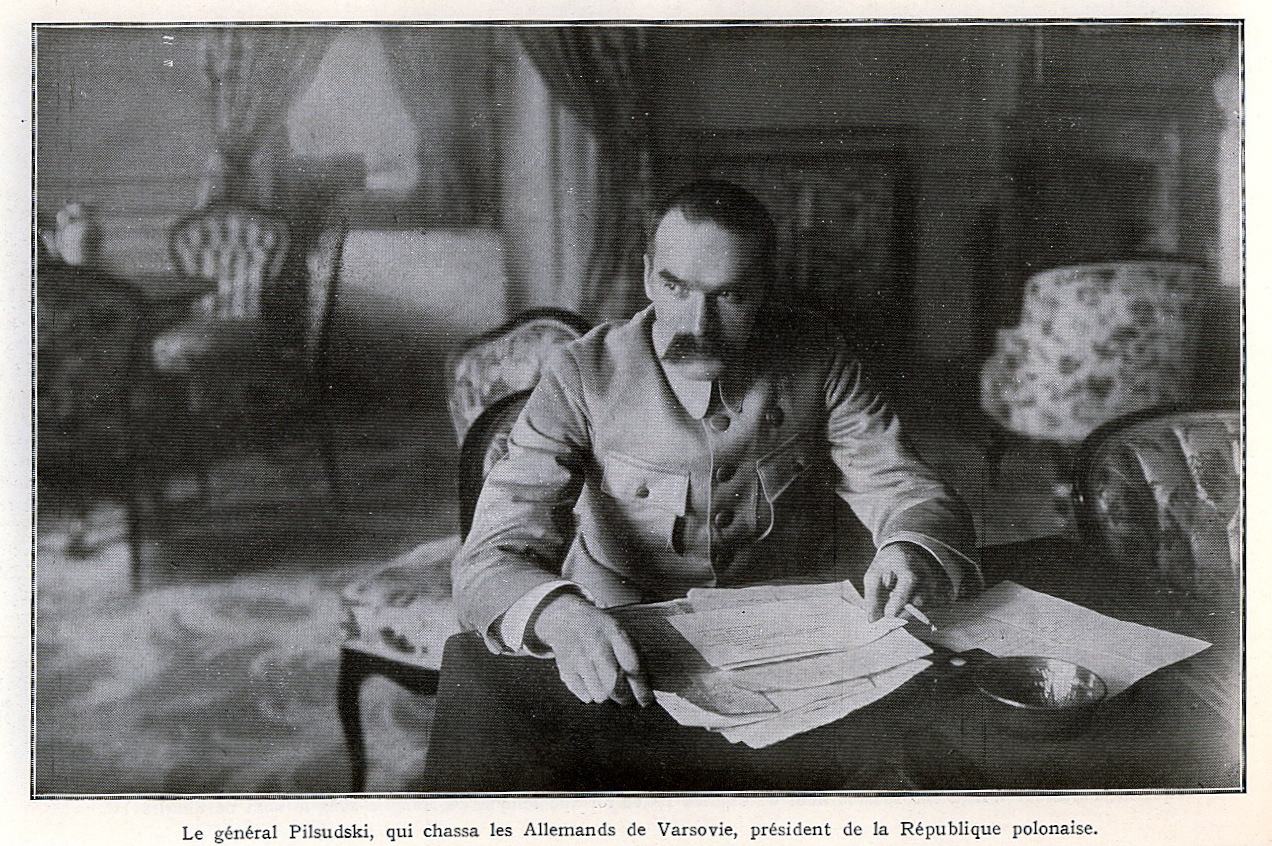
Józef Piłsudski, à l'époque où il devint le premier chef de l'État (Naczelnik Państwa) de la République de Pologne, 1919.

L'historien Wacław Jędrzejewicz décrit les actions de Piłsudski comme très pragmatiques. Il rassemblait toutes les informations utiles puis les évaluait avant de donner sa décision finale. Piłsudski travaillait avec acharnement jour et nuit et maintint un train de vie spartiate mangeant par exemple un repas simple seul dans un restaurant bon marché. Même si Piłsudski était très populaire, sa réputation de solitaire (le résultat d'années de clandestinité) de même que celle d'une personne se méfiant de tout le monde, entraîna des relations tendues avec les autres politiciens polonais.
Les Occidentaux se méfiaient de Piłsudski et du premier gouvernement polonais car Piłsudski avait coopéré avec les Empires centraux entre 1914 et 1917 et parce que les gouvernements de Daszyński et de Moraczewski étaient essentiellement socialistes. La nomination au poste de premier ministre et de ministre des affaires étrangères du célèbre compositeur et pianiste Ignacy Paderewski en janvier 1919 entraîna la reconnaissance du pays à l'Ouest. Il restait cependant encore deux entités revendiquant le titre de gouvernement légitime de la Pologne : celui de Piłsudski à Varsovie et celui de Dmowski à Paris. Pour éviter une guerre civile, Paderewski rencontra les deux hommes et les persuada de regrouper leurs forces avec Piłsudski en tant que commandant en chef et chef de l'État provisoire tandis que Dmowski et Paderewski représentaient la Pologne à la Conférence de paix de Paris. Les articles 87-93 du Traité de Versailles signés le 28 juin 1919 établirent formellement l'indépendance et la souveraineté de la Pologne.
Piłsudski affronta fréquemment Dmowski du fait de la vision de ce dernier d'une Pologne dominée par les Polonais et par sa tentative de rapatrier l'armée bleue en Pologne,. Le 5 janvier 1919, certains des partisans de Dmowski (Marian Januszajtis-Żegota (en) et Eustachy Sapieha) organisèrent un coup d'État contre Piłsudski et le Premier ministre Moraczewski, mais le putsch échoua.
Le 20 février suivant, Piłsudski déclara qu'il rendrait ses pouvoirs au nouveau parlement polonais, la Diète (Sejm). Cependant le Sejm réinstaura son poste dans la Petite Constitution de 1919. Le mot « provisoire » fut enlevé de son titre et Piłsudski conserva ses fonctions jusqu'au 9 décembre 1922 et l'élection de Gabriel Narutowicz à la présidence de la République.
La principale initiative de politique étrangère de Piłsudski était la proposition de création d'une fédération regroupant la Pologne avec les États nouvellement indépendants d'Ukraine, de Biélorussie et des Pays baltes dans une sorte de résurgence de la république des Deux Nations avant ses Partages. Cette entité devait être appelée Fédération Międzymorze, en polonais « Entre-Mers », car elle se serait étendue de la mer Baltique à la mer Noire,. Cette idée fut accueillie avec hostilité par les possibles États membres qui refusaient d'abandonner leur indépendance chèrement acquise et par les puissances occidentales qui craignaient une trop grande modification de l'équilibre des puissances en Europe. Selon l'historien George Sanford, Piłsudski réalisa vers 1920 qu'une telle version de cette fédération était irréalisable.
À la place d'une alliance en Europe de l'Est, les disputes frontalières dégénérèrent en conflits comme la guerre polono-ukrainienne, la guerre polono-lituanienne, la guerre polono-tchécoslovaque et la guerre soviéto-polonaise. Winston Churchill commenta, « La guerre des géants étant terminée, celles des Pygmées commencèrent ».

### Guerre soviéto-polonaise

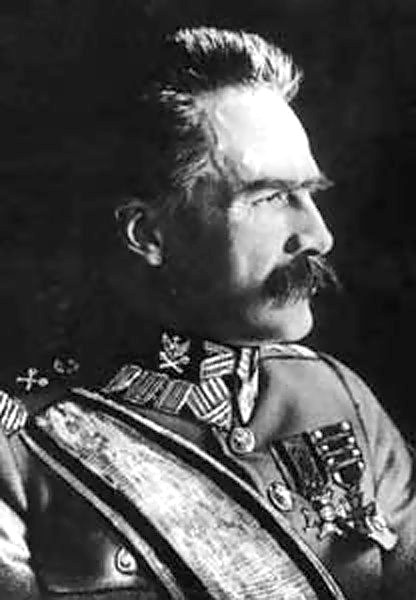
En mars 1920, Piłsudski devint « premier maréchal de Pologne ».

À la suite de la Première Guerre mondiale, tous les voisins de la Pologne étaient agités par des mouvements révolutionnaires. Concernant les futures frontières polonaises, Piłsudski déclara, « tout ce que nous pouvons gagner à l'Ouest dépend de l'Entente et jusqu'où elle est prête à écraser l'Allemagne » tandis qu'à l'Est, « il y a des portes ouvertes et fermées et cela dépend de qui les force et jusqu'où ». En 1918, les forces polonaises affrontèrent les troupes ukrainiennes lors de la guerre polono-ukrainienne et les premiers ordres de Piłsudski en tant que commandant en chef de l'armée polonaise furent d'apporter un soutien aux insurgés polonais de Lwów le 12 novembre 1918.
Piłsudski savait que les bolcheviks n'étaient pas favorables à une Pologne indépendante et qu'une guerre avec eux était inévitable. Il voyait leur avancée vers l'Ouest comme un problème majeur mais il considérait également que les bolcheviks étaient moins dangereux pour la Pologne que les Armées blanches. Ces « Blancs », favorables à un retour de l'autocratie de l'ancien Empire russe, n'étaient prêts à accepter qu'une autonomie limitée pour la Pologne, probablement dans les frontières de l'ancien Royaume du Congrès et refusaient catégoriquement le contrôle polonais de l'Ukraine, crucial pour la réussite de la fédération Międzymorze de Piłsudski.
En contraste, les bolcheviques proclamaient que les Partages de la Pologne étaient nuls et non avenus. Piłsudski supposait donc que la Pologne s'en sortirait mieux avec les bolcheviks exclus par les puissances occidentales plutôt qu'avec un Empire russe restauré,. En ignorant les fortes pressions de l'Entente cordiale pour rejoindre une offensive contre l'Union soviétique, Piłsudski sauva probablement le gouvernement bolchevik à l'été et à l'automne 1919.
À la suite de l'offensive soviétique vers l'Ouest en 1918-1919 et une série d'affrontements, les Polonais commencèrent à progresser vers l'Est. Le 21 avril 1920, le maréchal Piłsudski (qui avait obtenu ce grade en mars 1920), signa une alliance militaire avec le dirigeant de la République populaire ukrainienne, Symon Petlioura, pour mener des opérations conjointes contre la Russie soviétique. L'objectif de cet accord était d'établir une Ukraine indépendante alliée avec la Pologne. En retour, Petlioura abandonna ses revendications sur la Galicie et il fut amèrement critiqué par les chefs ukrainiens de la province.
Les armées polonaises et ukrainiennes, commandées par Piłsudski, lancèrent une offensive contre les forces soviétiques en Ukraine. Le 7 mai 1920, elles prirent Kiev après très peu de combats. La direction bolchevik qualifia les actions polonaises d'invasion et en réponse des milliers d'officiers et de déserteurs rejoignirent l'armée et des milliers de civils se portèrent volontaires pour travailler dans l'industrie de guerre. Les Soviétiques lancèrent une contre-offensive depuis la Biélorussie et l'Ukraine et progressèrent en Pologne pour encourager le parti communiste d'Allemagne dans sa lutte pour le pouvoir. Les Soviétiques reprirent confiance et annoncèrent leurs plans pour envahir l'Europe occidentale ; le théoricien communiste soviétique Nikolaï Boukharine écrivit dans la Pravda qu'il espérait porter la bataille au-delà de Varsovie « jusqu'à Londres et Paris ». L'ordre du jour du général soviétique Mikhaïl Toukhatchevski du 2 juillet 1920 indiquait : « À l'Ouest ! Sur le cadavre de la Pologne blanche se trouve la voie de la révolution mondiale. Marchons sur Wilno, Minsk, Varsovie et en avant sur Berlin au-dessus du cadavre de la Pologne,! ».

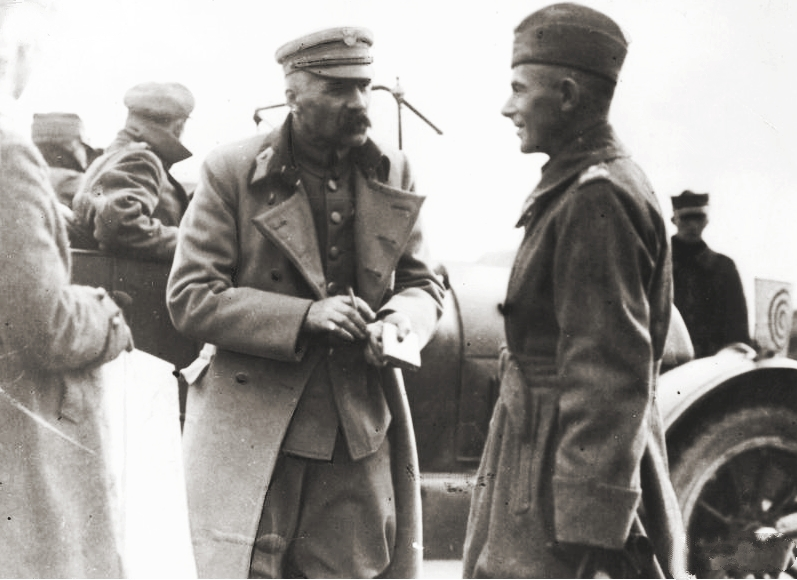
Piłsudski (à gauche) avec Edward Rydz-Śmigły (à droite) durant la guerre soviéto-polonaise, 1920.

Le 1er juillet 1920, devant l'avancée rapide des Soviétiques, le parlement polonais forma un Conseil pour la Défense de la Nation. Présidé par Piłsudski, il devait prendre des décisions immédiates et supplanter temporairement le Sejm divisé. Les nationaux-démocrates de Dmowski avançaient cependant que la série de victoires soviétiques était la faute de Piłsudski et demandèrent sa démission pour trahison. Une motion de censure fut battue au Conseil le 19 juillet et Roman Dmowski dut se retirer. Le 12 août, Piłsudski présenta sa démission au Premier ministre Wincenty Witos, en offrant d'être le bouc émissaire de la situation militaire, mais Witos refusa sa démission. L'Entente faisait pression sur la Pologne pour qu'elle se rende et négocie avec les bolcheviks mais Piłsudski était un fervent partisan de la poursuite des combats. Comme le nota Norman Davies, à ce moment et particulièrement à l'étranger, « Piłsudski n'avait plus rien de son ancien prestige. En tant que révolutionnaire dans l'avant-guerre, il avait mené son parti aux divisions et aux querelles ; comme général de la Première Guerre mondiale, il avait conduit ses légions à l'internement et à la dissolution ; en tant que maréchal de l'armée polonaise, il la mena jusqu'à Kiev et Vilnius aujourd'hui perdues. Il a quitté le Parti socialiste polonais et ses alliés allemands et austro-hongrois et refusé de s'allier avec l'Entente. En France et en Angleterre, il était considéré comme un allié peu fiable qui menait la Pologne à la destruction ; en Russie, il était vu comme un serviteur des Alliés qui apporterait l'impérialisme et la ruine. Tous, de Lénine à David Lloyd George, de la Pravda au Morning Star, le considéraient comme un échec militaire et politique. En aout 1920, tous s'accordaient sur le fait que sa carrière catastrophique serait couronnée par la chute de Varsovie ».
Pourtant la stratégie peu conventionnelle et risquée de la Pologne lors de la bataille de Varsovie en août 1920 mit un terme à la progression soviétique. Le plan polonais fut développé par Piłsudski et d'autres militaires dont Tadeusz Rozwadowski. Par la suite certains partisans de Piłsudski cherchèrent à le représenter comme le seul auteur de la stratégie polonaise tandis que ses opposants s'efforcèrent de minimiser son rôle,.

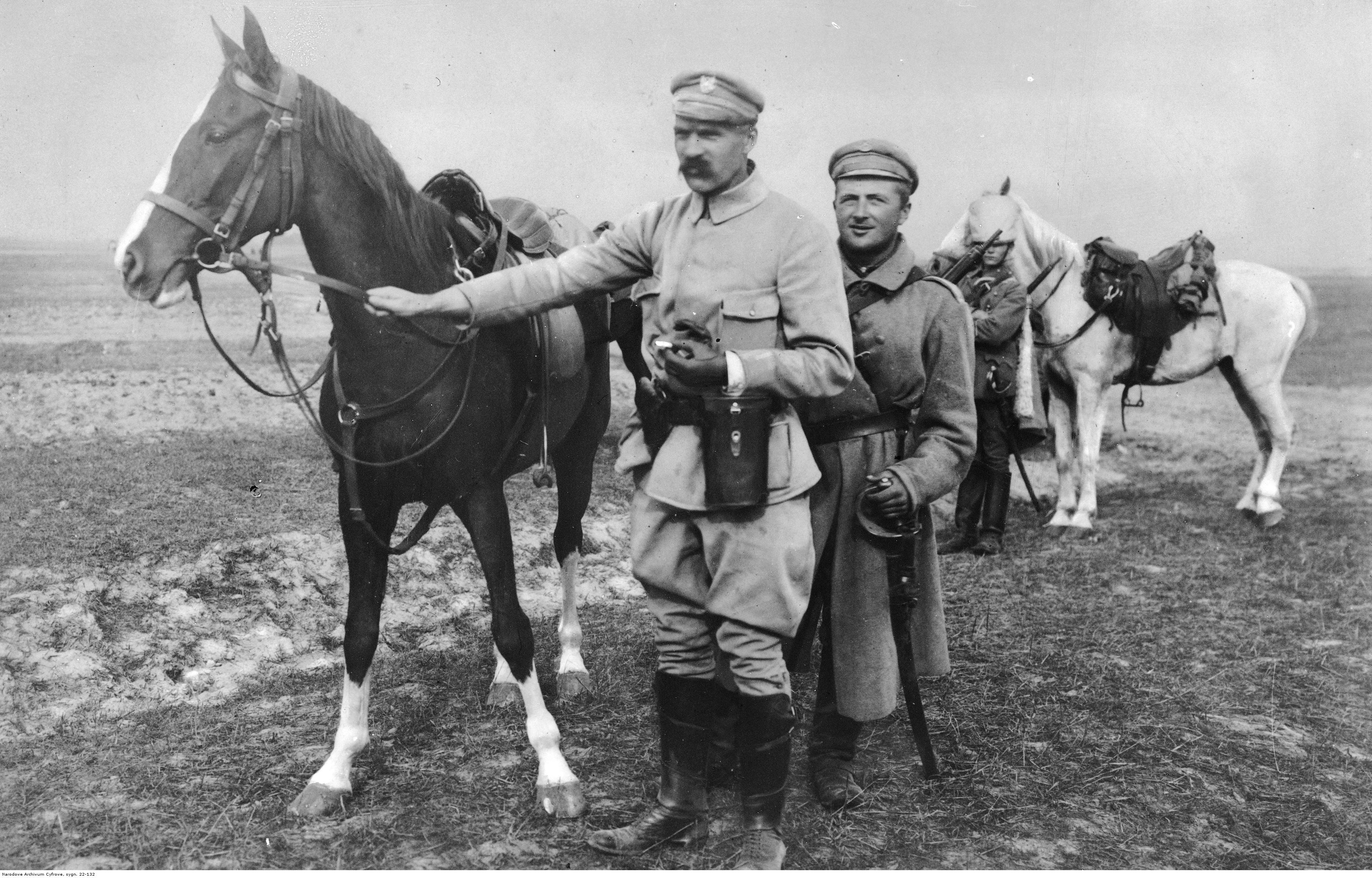
Piłsudski avec son cheval préféré, Kasztanka (« Chataigne »). Photo prise aux alentours de 1914.

La stratégie de Piłsudski prévoyait de retirer les troupes polonaises derrière la Vistule pour défendre les têtes de pont à Varsovie et sur la Wieprz tandis que 25 % des divisions disponibles se concentreraient au sud en préparation d'une contre-offensive. Le plan imposait ensuite aux deux armées du général Józef Haller de résister à tout prix aux assauts frontaux soviétiques dirigés contre Varsovie. Au même moment, l'armée du général Władysław Sikorski devait frapper vers le nord pour bloquer les Soviétiques cherchant à encercler la capitale polonaise depuis cette direction. Le rôle le plus important était cependant attribué à une force relativement modeste de 20 000 hommes appelée « armée de réserve » composée des unités polonaises les plus expérimentées et les plus endurcies avec Piłsudski à sa tête. Frappant à un point faible du dispositif soviétique identifié par les services de renseignement, l'armée de réserve devait progresser vers le nord et couper les armées soviétiques de leurs réserves. Finalement les armées de Sikorski et de Piłsudski devaient se rejoindre à proximité de la frontière de la Prusse-Orientale et détruire les forces soviétiques encerclées,.
Le plan de Piłsudski fut très critiqué et seule la situation désespérée des forces polonaises persuada les autres commandants de l'accepter. Même s'il était basé sur des renseignements fiables dont le déchiffrement des communications soviétiques, le plan fut qualifié d'« amateur » par les officiers supérieurs et les experts militaires qui pointèrent rapidement le manque d'éducation militaire de Piłsudski. Lorsqu'une copie du plan tomba dans les mains soviétiques, le général Toukhatchevski pensa qu'il s'agissait d'une ruse et l'ignora. Les Soviétiques payèrent amèrement cette erreur et lors de la bataille de Varsovie, l'Armée rouge subit l'une des plus graves défaites de son histoire,. « Selon les historiens anglais, lord d'Abernon et Simon Goodenought ce fut « la 18e bataille décisive dans l'histoire du monde » ». Ce dernier, dans son livre Tactical Genius in Battle (Londres, 1979) place Piłsudski parmi les plus grands stratèges de l'histoire, aux côtés de Miltiade, Thémistocle, Alexandre le Grand, Annibal, Jules César, Gustave-Adolphe, Frédéric le Grand, Nelson, Napoléon, etc.
Un député national-démocrate du Sejm, Stanisław Stroński, formula l'expression « Miracle de la Vistule » (Cud nad Wisłą) pour exprimer sa désapprobation de l'« aventure ukrainienne » de Piłsudski. Ironiquement, la phrase de Stroński fut adoptée pour célébrer la victoire militaire de Piłsudski. Un jeune officier de la Mission militaire française en Pologne, Charles de Gaulle, adopta par la suite certaines leçons tirées de la guerre soviéto-polonaise et de la carrière de Piłsudski,.
En février 1921, Piłsudski se rendit à Paris, où les négociations avec le président français Alexandre Millerand posèrent les bases de l'alliance franco-polonaise qui entra en vigueur dans l'année. La paix de Riga mettant fin à la guerre soviéto-polonaise fut signée en mars 1921. Elle partageait la Biélorussie et l'Ukraine entre la Pologne et la Russie et Piłsudski la qualifia d'« acte de lâcheté ». Le traité et la capture de Vilnius aux Lituaniens par le général Lucjan Żeligowski marquèrent la fin de l'idée de fédération Międzymorze de Piłsudski.
Alors que Piłsudski visitait Lwów le 25 septembre 1921 pour l'ouverture de la première Exposition commerciale orientale (Targi Wschodnie), il fut victime d'une tentative d'assassinat par Stepan Fedak qui avait agi pour le compte d'organisations indépendantistes ukrainiennes.

### Retraite et coup d'État

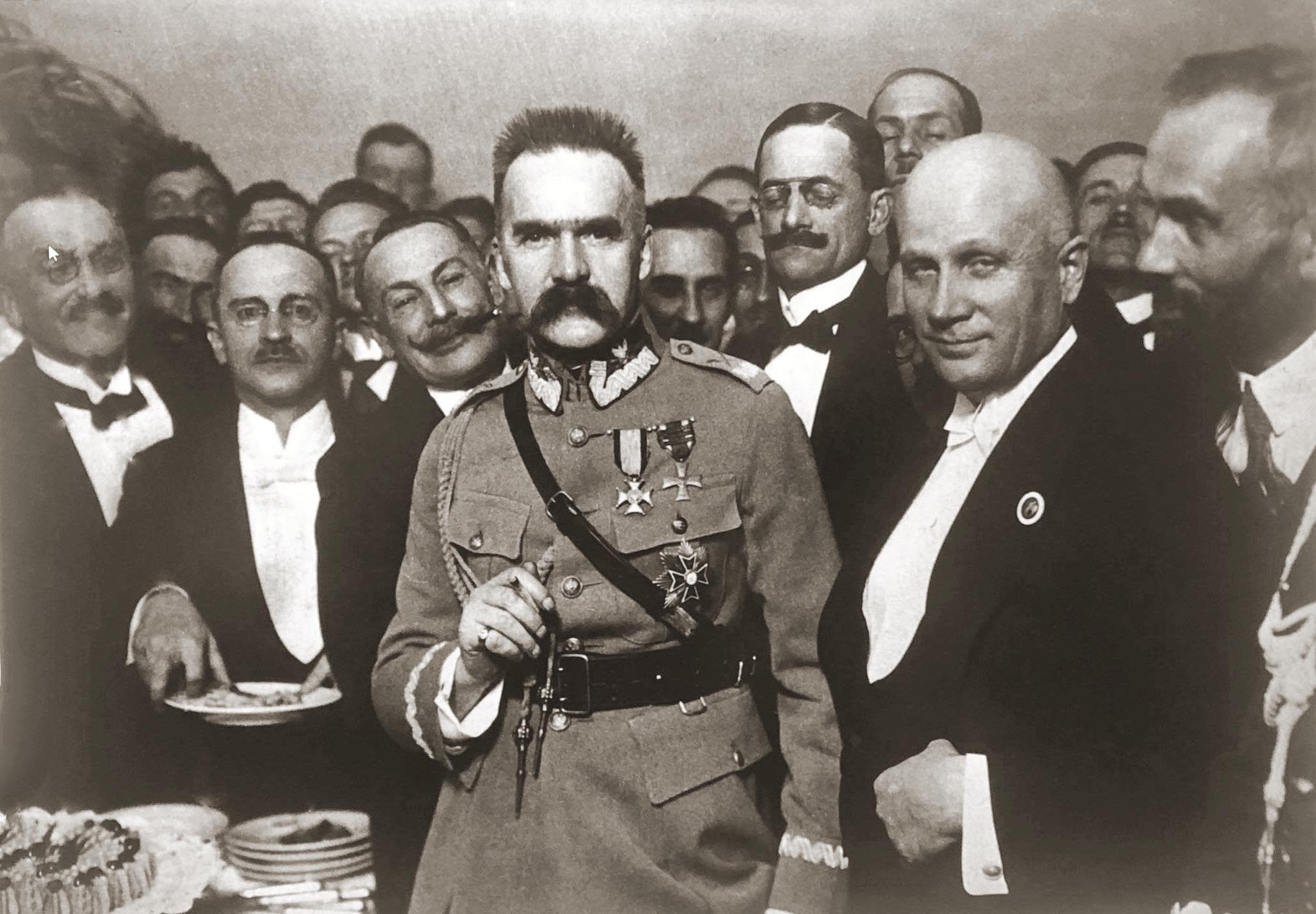
Piłsudski annonçant son retrait de la politique à l'hôtel Bristol de Varsovie, le 3 juillet 1923.

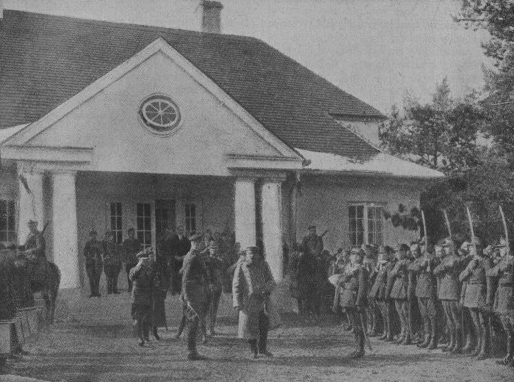
Piłsudski devant sa résidence de Sulejówek avec ses anciens soldats, 1925.

La Constitution polonaise de mars 1921 réduisait sévèrement et intentionnellement les pouvoirs de la présidence pour empêcher le président Piłsudski de partir en guerre et ce dernier déclina l'idée de se faire élire à ce poste. Le 9 décembre 1922, l'Assemblée nationale élit Gabriel Narutowicz du Parti paysan polonais « Wyzwolenie » ; les partis de droite s'opposèrent à son élection et elle entraîna des émeutes. Le 14 décembre, au palais du Belvédère à Varsovie, Piłsudski transféra officiellement ses pouvoirs de chef de l'État à son ami Narutowicz ; le Naczelnik fut remplacé par le président.
Deux jours plus tard, le 16 décembre 1922, Narutowicz fut abattu par Eligiusz Niewiadomski, un peintre et critique d'art de droite, qui voulait initialement tuer Piłsudski mais avait changé d'avis du fait de la propagande anti-Narutowicz des nationaux-démocrates. L'incident fut un choc pour Piłsudski et il fit vaciller sa croyance en une Pologne démocratique ; il commença également à privilégier un gouvernement dirigé par un homme fort. Il devint chef d'état-major de l'armée et avec le ministre des affaires militaires, Władysław Sikorski, il parvint à ramener le calme après un bref état d'urgence.
Stanisław Wojciechowski, du Parti du peuple polonais « Piast » (PSL Piast), un ancien camarade de clandestinité de Piłsudski, fut élu à la présidence et Wincenty Witos, appartenant également au PSL Piast, devint président du Conseil des ministres. Le nouveau gouvernement appliqua cependant le pacte de Lanckorona (en) et forma une coalition entre le PSL Piast centriste et les partis de droite comme l'Union populiste nationale et les chrétiens démocrates. Piłsudski considérait ces partis comme moralement responsables de la mort de Narutowicz et jugeait qu'il était impossible de travailler avec eux. Le 30 mai 1923, il quitta son poste de chef de l'état-major.
Lorsque le général Stanisław Szeptycki (en) proposa que les militaires soient plus étroitement surveillés par les autorités civiles, Piłsudski critiqua une tentative de politiser l'armée et le 28 juin, il quitta son dernier poste ministériel. Le même jour, le Sejm à majorité de gauche vota une résolution le remerciant pour le travail accompli. Piłsudski se retira dans son manoir Milusin à Sulejówek, dans la banlieue de Varsovie, qui lui avait été offert par d'anciens soldats. Il s'y installa et écrivit une série de mémoires politiques et militaires pour entretenir sa famille.

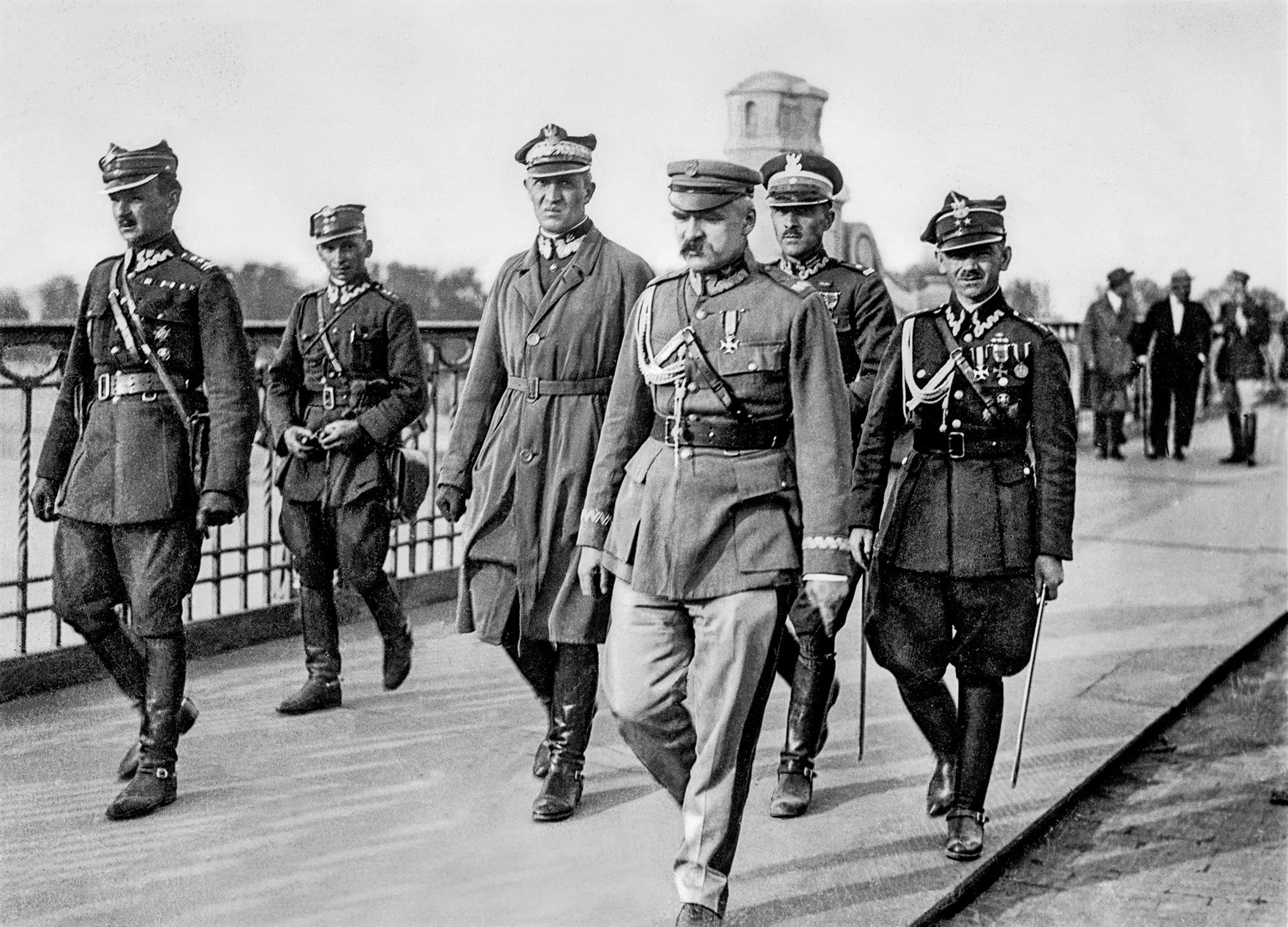
Piłsudski sur le pont Poniatowski de Varsovie, pendant le coup d'État de mai 1926.

Au début des années 1920, l'état de l'économie polonaise était désastreux. L'hyperinflation attisait la colère sociale et le gouvernement était incapable de trouver une solution rapide au chômage grandissant et à la crise économique. Les alliés et les partisans de Piłsudski lui demandaient sans cesse de revenir en politique et il commença à former une nouvelle base, centrée autour d'anciens membres des légions polonaises, de l'Organisation militaire polonaise et de l'intelligentsia de gauche. En 1925, plusieurs gouvernements se succédèrent rapidement au pouvoir et la scène politique devint de plus en plus chaotique.
Piłsudski organisa un coup d'État lorsque la coalition du pacte de Lanckorona, qu'il avait très critiquée, forma un nouveau gouvernement. Ce Coup de mai fut conduit entre le 12 et le 14 mai 1926 avec le soutien du Parti socialiste, du Parti du peuple Wyzwolenie, du Parti paysan et même du Parti communiste. Piłsudski avait espéré un putsch sans violences mais le gouvernement refusa de se rendre ; 215 soldats et 164 civils furent tués et plus de 900 autres furent blessés.
Le 31 mai, Piłsudski fut élu président de la République par la Diète. Connaissant néanmoins les pouvoirs limités de la présidence, Piłsudski refusa le poste et l'un de ses anciens amis, Ignacy Mościcki, fut élu à sa place. Les fonctions officielles de Piłsudski, à part deux mandats de président du Conseil des ministres entre 1926 et 1928 et en 1930, se limitèrent essentiellement aux postes de ministre des affaires militaires, d'inspecteur général des forces armées et de président du Conseil de guerre.

### Au pouvoir
Piłsudski n'envisageait pas de réformes majeures et il se distancia rapidement de ses partisans de gauche les plus radicaux en déclarant que le putsch devait être une « révolution sans conséquences révolutionnaires ». Son but était de stabiliser le pays, de renforcer l'armée et de réduire l'influence des partis politiques qu'il rendait responsable de la corruption et de la stagnation,.

#### Affaires intérieures

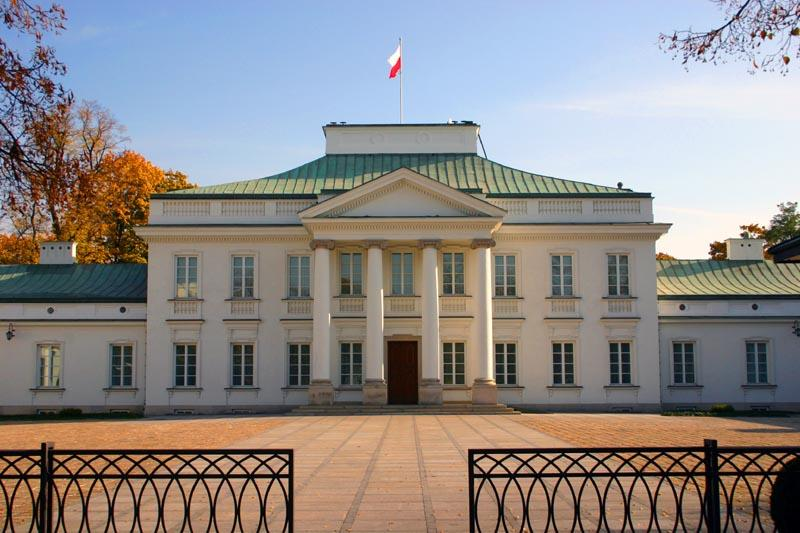
Le palais du Belvédère de Varsovie fut la résidence officielle de Piłsudski durant ses années au pouvoir.

En politique intérieure, le coup d'État entraîna de larges limitations du pouvoir parlementaire car son régime, appelé Sanacja (« assainissement »), cherchait à « restaurer la santé morale de la vie publique », parfois avec des méthodes autoritaires. À partir de 1928, les autorités du Sanacja furent représentées dans la sphère politique par le Bloc non partisan de collaboration avec le gouvernement (pl) (BBWR). Le soutien populaire et la propagande efficace permirent à Piłsudski de conserver ses pouvoirs autoritaires qui ne pouvaient pas être contrecarrés par le président, lui-même nommé directement par Piłsudski au lieu du Sejm. Les pouvoirs du Sejm furent réduits par des amendements à la Constitution introduits le 2 août 1926. De 1926 à 1930, Piłsudski se reposait essentiellement sur la propagande pour affaiblir l'opposition.
L'apogée de ses politiques dictatoriales eut lieu dans les années 1930 avec les procès de Brest et l'emprisonnement de certains chefs de l'opposition à la veille des élections législatives de 1930, ainsi qu'avec la création en 1934 de la prison de Biaroza pour les prisonniers politiques, où certains furent brutalement emprisonnés. Après la victoire du BBWR en 1930, Piłsudski laissa la gestion de la plupart des questions intérieures à ses « colonels » tandis qu'il se consacrait aux affaires militaires et internationales. Il fut sévèrement critiqué pour son traitement des opposants politiques, leur arrestation et emprisonnement en 1930 fut internationalement condamné et ternit la réputation de la Pologne,.

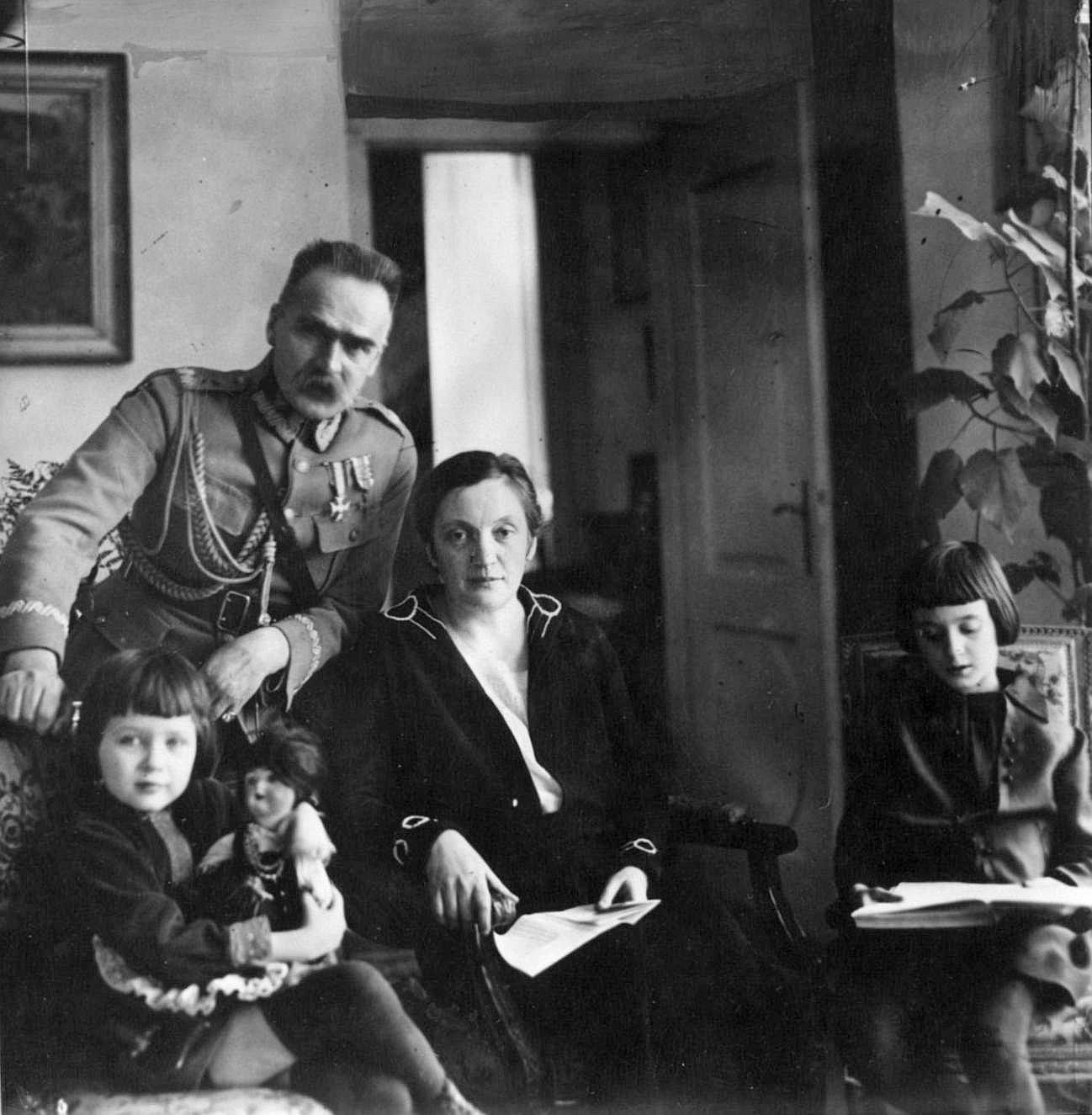
Piłsudski et sa seconde épouse, Aleksandra Piłsudska, 1928.

Piłsudski perdit toutes ses illusions sur la démocratie en Pologne. Ses déclarations publiques violentes — il qualifia la Diète de « prostituée » — et son envoi de 90 officiers armés dans le bâtiment du parlement en réponse à une motion de censure imminente inquiétèrent ses contemporains et les observateurs de l'époque qui virent ses actions comme des précédents dans la réponse autoritaire à des problèmes politiques,,.
L'un des principaux objectifs de Piłsudski était de transformer le régime parlementaire en un régime présidentiel, mais il s'opposa néanmoins au totalitarisme. L'adoption d'une nouvelle constitution en avril 1935, taillée sur mesure pour Piłsudski, arriva trop tard pour lui mais resta en vigueur jusqu'au déclenchement de la Seconde Guerre mondiale et continua d'être utilisée par le gouvernement polonais en exil. Le gouvernement de Piłsudski reposait cependant davantage sur son autorité charismatique que sur une autorité juridique. Aucun de ses partisans ne pouvait se revendiquer son héritier légitime et, après sa mort, la structure de la Sanacja se fractura rapidement et ramena la Pologne à l'époque des luttes parlementaires d'avant l'ère Piłsudski.

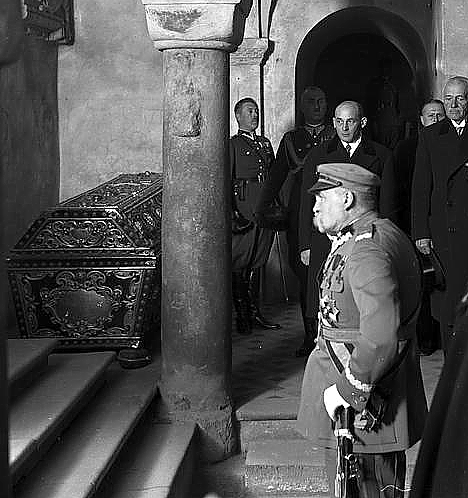
En 1933, Piłsudski rend hommage à Jean III Sobieski, pour le de la bataille de Vienne, en se rendant sur sa tombe.

Le régime de Piłsudski inaugura une période de stabilisation du pays et d'amélioration de la situation des minorités, qui représentaient environ un tiers de la population de la deuxième république de Pologne,,. Piłsudski remplaça la politique d'« assimilation ethnique » des nationaux-démocrates par une politique d'« assimilation étatique » : les citoyens n'étaient plus jugés sur leur ethnicité mais sur leur loyauté envers l'État,. Largement reconnu pour son opposition aux politiques antisémites des nationaux-démocrates,,,,, il élargit sa politique d'« assimilation étatique » aux Juifs polonais,,. Les années 1926-1935 et Piłsudski lui-même étaient considérés favorablement par de nombreux Juifs polonais dont la situation s'améliora particulièrement sous le gouvernement de Kazimierz Bartel,. De nombreux Juifs considéraient Piłsudski comme le seul à pouvoir contenir les courants antisémites en Pologne et à maintenir l'ordre public. Sa mort en 1935 entraîna une détérioration de leurs conditions de vie.
Dans les années 1930, une conjonction d'événements, de la Grande Dépression au cercle vicieux des attaques terroristes de l'Organisation des nationalistes ukrainiens (OUN) et des représailles gouvernementales, entraînèrent la détérioration des relations entre le gouvernement et les minorités,. L'agitation de ces minorités était également liée à la politique étrangère. Les troubles en Galicie, à majorité ukrainienne, entraînèrent l'arrestation de près de 1 800 personnes. De même, les relations entre le gouvernement et la minorité allemande, particulièrement en Silésie, étaient mauvaises. Dans l'ensemble, à la mort de Piłsudski, les relations entre le gouvernement et les minorités nationales étaient de plus en plus problématiques.
Dans la sphère militaire, Piłsudski, qui avait démontré ses qualités de stratège durant la bataille de Varsovie, fut critiqué par certains pour avoir concentré les pouvoirs de décision et pour avoir supposément négligé la modernisation des tactiques et de l'équipement,. Son expérience lors de la guerre soviéto-polonaise le mena probablement à surestimer l'importance de la cavalerie et à oublier le développement de l'armée de l'air et des forces blindées. D'autres avancent cependant que, particulièrement à la fin des années 1920, il défendit le développement de ces branches. Pour finir, les limitations dans la modernisation de l'appareil militaire polonais à cette période étaient sans doute plus liées à des problèmes financiers que doctrinaires.

#### Affaires étrangères
Sous Piłsudski, la Pologne conserva de bonnes relations avec la Roumanie, la Hongrie et la Lettonie voisines. Les relations étaient tendues avec la Tchécoslovaquie et très mauvaises avec la Lituanie du fait des revendications territoriales de cette dernière sur la ville et la région de Vilnius (Wilno en polonais). Les relations avec l'Allemagne varièrent au cours du temps mais, sous Piłsudski, elles pouvaient être qualifiées de neutres,,. Vis-à-vis de l'Union soviétique, qui avait succédé à l'Empire russe, son programme « prométhéen » de soutien aux mouvements indépendantistes anti-russes fut théoriquement poursuivi, coordonné de 1927 à 1939 par l'officier de renseignement militaire Edmund Charaszkiewicz, mais il n'eut que peu de résultats tangibles.

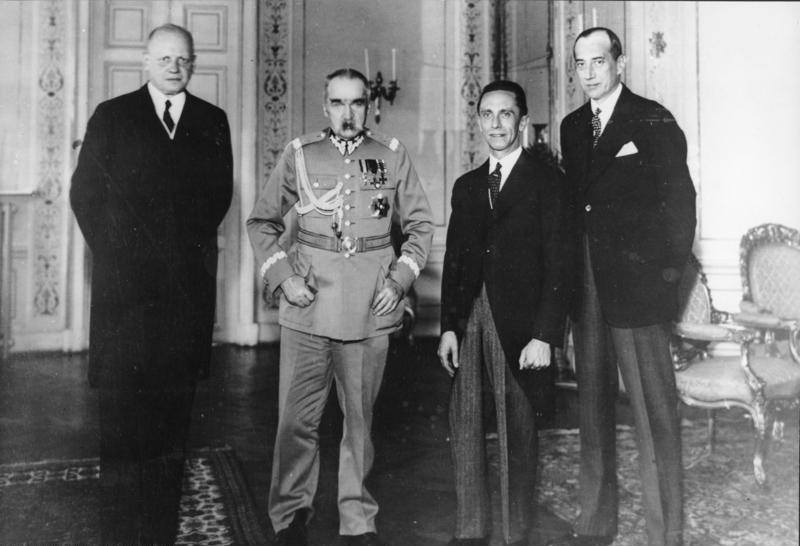
L'ambassadeur allemand, Hans-Adolf von Moltke, J. Piłsudski, Joseph Goebbels et Józef Beck, ministre polonais des affaires étrangères, à Varsovie le 15 juin 1934, cinq mois après la signature du pacte de non-agression germano-polonais.

Piłsudski chercha à maintenir l'indépendance de son pays sur la scène internationale. Aidé par son protégé, le ministre des Affaires étrangères Józef Beck, il fit entrer la Pologne dans des alliances avec des puissances occidentales comme la France, le Royaume-Uni et des voisins amicaux, bien que moins puissants, comme la Roumanie et la Hongrie. En tant que partisan de l'alliance militaire franco-polonaise et de l'alliance polono-roumaine dans le cadre de la Petite Entente, Piłsudski fut déçu par la politique britannique et française d'apaisement démontrée dans les accords de Locarno,,. Il s'efforça donc de maintenir de bonnes relations avec l'Union soviétique et l'Allemagne. En 1932, la Pologne signa un pacte de non-agression avec l'Union soviétique et en 1934, elle fit de même avec l'Allemagne. Les deux traités avaient pour but de renforcer la position de la Pologne aux yeux de ses alliés et de ses voisins.
Piłsudski était particulièrement conscient de la fragilité des pactes et il commenta : « Avec ces pactes, nous sommes assis entre deux chaises. Cela ne pourra pas durer longtemps. Nous devons savoir laquelle de ces chaises tombera en premier et quand ce sera le cas ». Les critiques des deux pactes de non-agression ont accusé Piłsudski d'avoir sous-estimé l'agressivité d'Hitler, d'avoir donné à l'Allemagne le temps de se réarmer, et d'avoir permis à Joseph Staline d'éliminer l'opposition, principalement en Ukraine, qui était soutenue par le programme prométhéen de Piłsudski.
Après l'accession au pouvoir d'Adolf Hitler en janvier 1933, il est dit que Piłsudski proposa à la France de mener une guerre préventive contre l'Allemagne. Le manque d'intérêt français fut peut-être l'une des raisons de la signature du pacte de non-agression avec l'Allemagne en janvier 1934,,,. Néanmoins, les archives diplomatiques françaises et polonaises ne mentionnent aucune proposition de guerre préventive. Hitler suggéra à plusieurs reprises une alliance germano-polonaise contre l'Union soviétique, mais Piłsudski déclina l'offre et essaya de gagner du temps pour préparer une potentielle guerre avec l'Allemagne et l'Union soviétique,. Juste avant sa mort, Piłsudski dit à Józef Beck que la politique polonaise devait être de maintenir la neutralité avec l'Allemagne, conserver l'alliance avec la France et surtout renforcer les relations avec le Royaume-Uni.

### Mort

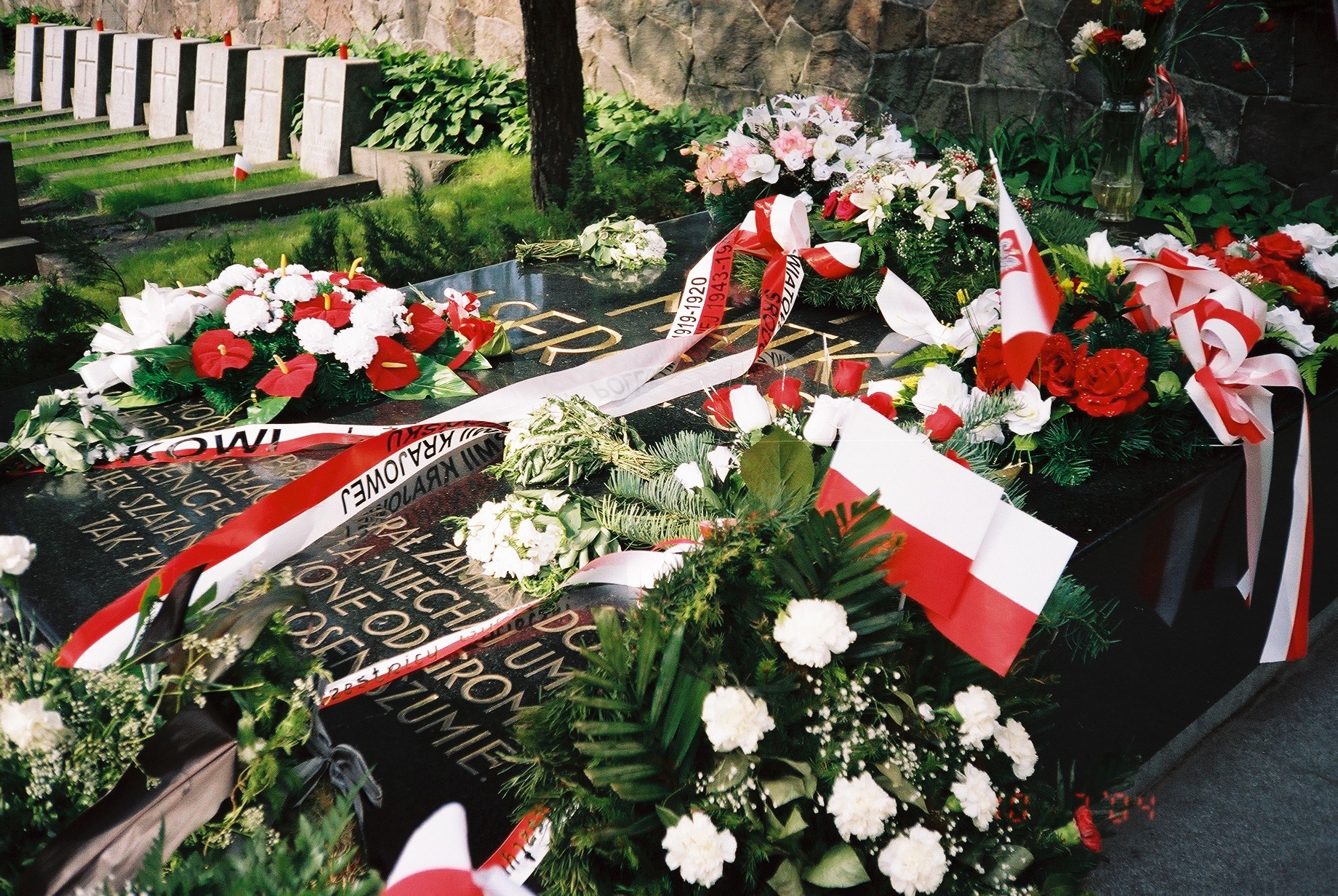
Tombe de la mère de Piłsudski à Vilnius en Lituanie. La large pierre tombale noire porte l'inscription : Matka i serce syna
(« La mère et le cœur de son fils ») et les lignes évocatrices d'un poème de Juliusz Słowacki. 2004.

À l'insu du public, la santé de Piłsudski commença à décliner dans les années 1930. Le 12 mai 1935, il mourut d'un cancer du foie au palais du Belvédère de Varsovie. Les célébrations commencèrent spontanément moins d'une heure après l'annonce de son décès. Elles furent menées par d'anciens soldats des légions polonaises, des membres de l'Organisation militaire polonaise, des vétérans des guerres de 1919-1921 et ses collaborateurs politiques.
Le Parti communiste polonais attaqua immédiatement Piłsudski en le qualifiant de fasciste et de capitaliste même si les fascistes ne le voyaient pas ainsi. Les autres opposants de son régime Sanacja furent néanmoins plus civils. Les socialistes (comme Ignacy Daszyński et Tomasz Arciszewski) et les chrétiens-démocrates (représentés par Ignacy Paderewski, Stanisław Wojciechowski et Władysław Grabski) exprimèrent leurs condoléances. Les partis paysans se divisèrent sur la question, Wincenty Witos fit entendre de féroces critiques mais Maciej Rataj et Stanisław Thugutt exprimèrent leur sympathie. Roman Dmowski et les nationaux-démocrates ne firent que des critiques mesurées. Le clergé catholique polonais exprima ses condoléances par l'intermédiaire du primat de Pologne August Hlond et le pape Pie XI se qualifia d'« ami personnel » du maréchal.
Les minorités religieuses comme les orthodoxes, les protestants, les juifs et les musulmans louèrent Piłsudski pour ses politiques de tolérance religieuse. De même, les principales organisations des minorités nationales exprimèrent leur soutien pour ses politiques de tolérance, même s'il fut critiqué par les communistes polonais et les extrémistes ukrainiens, allemands et lituaniens.
Sur la scène internationale, le pape Pie XI organisa une cérémonie spéciale le 18 mai au Saint-Siège, une commémoration fut tenue au siège de la Société des Nations à Genève et des douzaines de messages de condoléances arrivèrent en Pologne de la part de chefs d'État du monde entier dont l'Allemand Adolf Hitler, le Soviétique Joseph Staline, les Italiens Benito Mussolini et Victor-Emmanuel III, les Français Albert Lebrun et Pierre-Étienne Flandin, l'Autrichien Wilhelm Miklas, le Japonais Hirohito et le Britannique George V.
Des cérémonies, des messes et d'immenses obsèques furent organisées ; un train funéraire fit le tour de la Pologne. La Monnaie polonaise émit des pièces commémoratives en argent de 10 złoty à l'effigie du maréchal. Une série de cartes postales et de timbres fut également publiée. Après avoir été exposé pendant deux ans dans la crypte Saint-Léonard de la cathédrale du Wawel à Cracovie, le corps de Piłsudski fut inhumé dans la crypte de la Tour de la cloche d'argent de cette même cathédrale. Selon ses dernières volontés, son cerveau fut disséqué à l'université de Wilno et son cœur fut enterré dans la tombe de sa mère, dans le cimetière de Rasos à Wilno,. Le déplacement de son corps, demandé par son adversaire de longue date Adam Stefan Sapieha, alors archevêque de Cracovie, provoqua de nombreuses protestations et des appels à sa destitution,.

## Héritage
« Je ne vais pas vous dicter ce que vous devez écrire sur ma vie et mon œuvre. Je vous demande simplement de ne pas me faire passer pour un « pleurnichard et un sentimental ». »

— Piłsudski, 1908

« La force sans la liberté et la justice n'est que violence et tyrannie ; la liberté et la justice sans la force ne sont que verbiage et enfantillage (inscription en français dans le Livre d'or du palais de l'Élysée - Józef Piłsudski, 1921. »

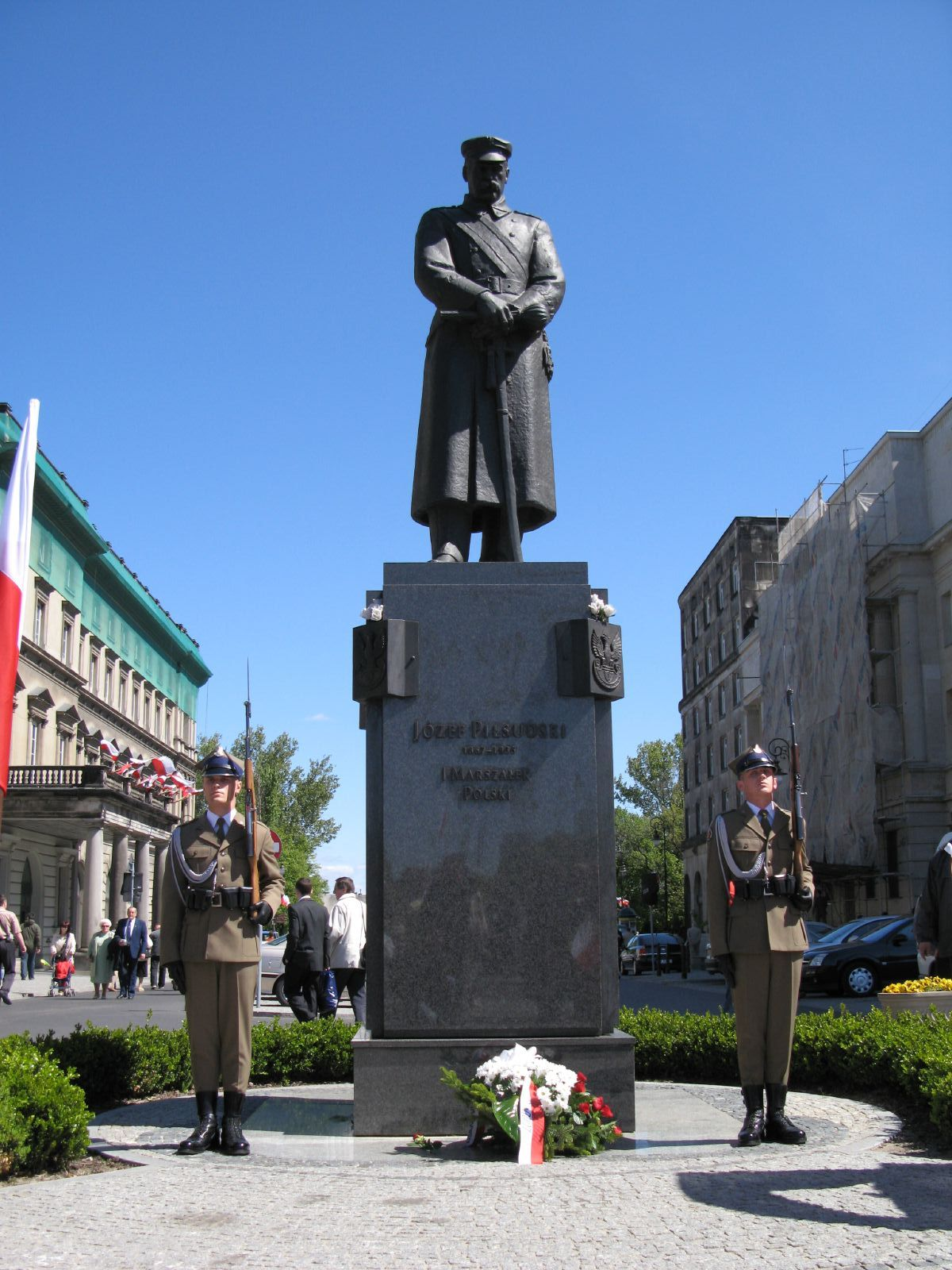
Statue de Piłsudski sur la Plac Józefa Piłsudskiego à Varsovie. 2007

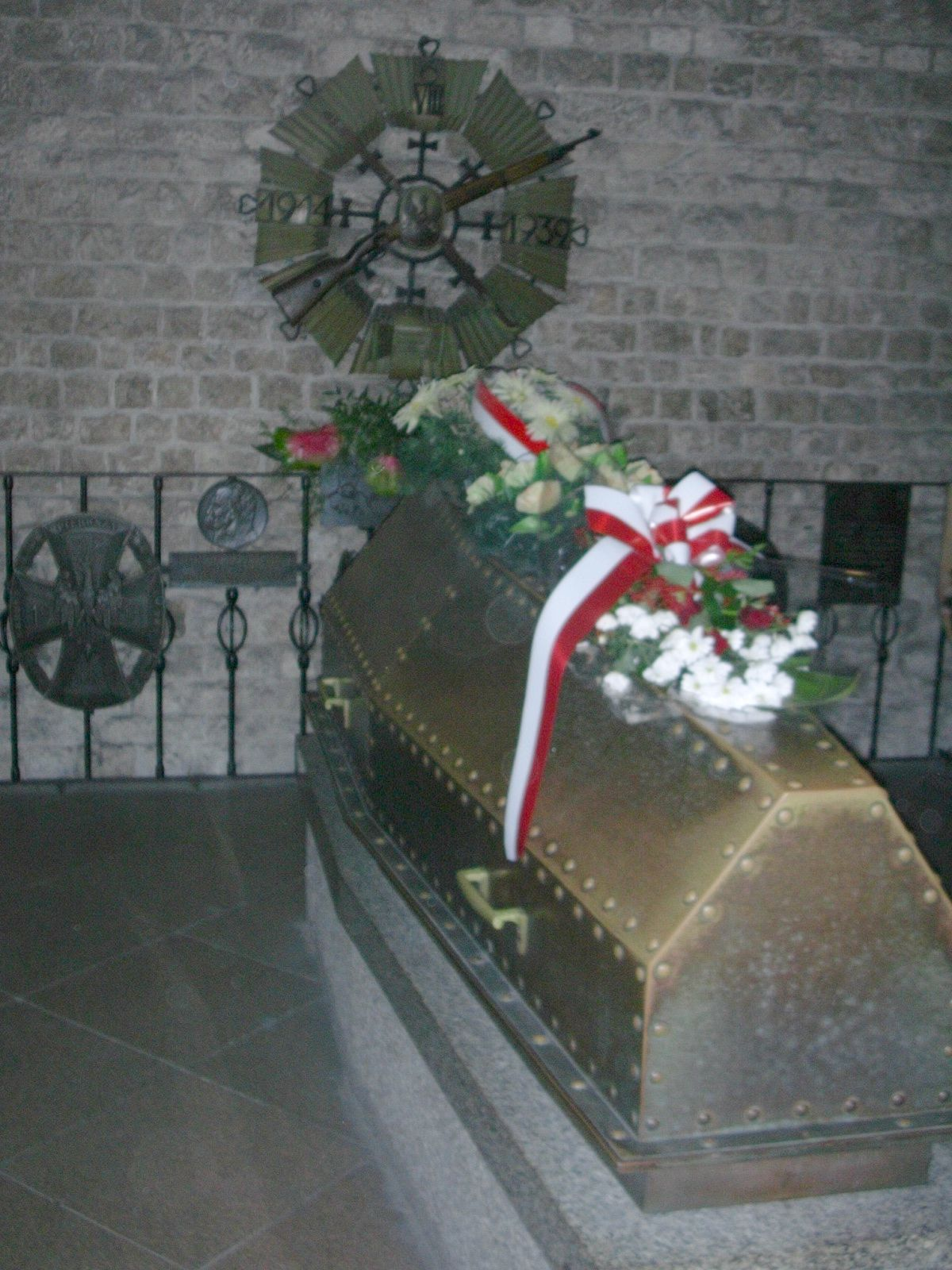
Sarcophage de Józef Piłsudski dans la crypte de la cathédrale de Wawel à Cracovie. 2007

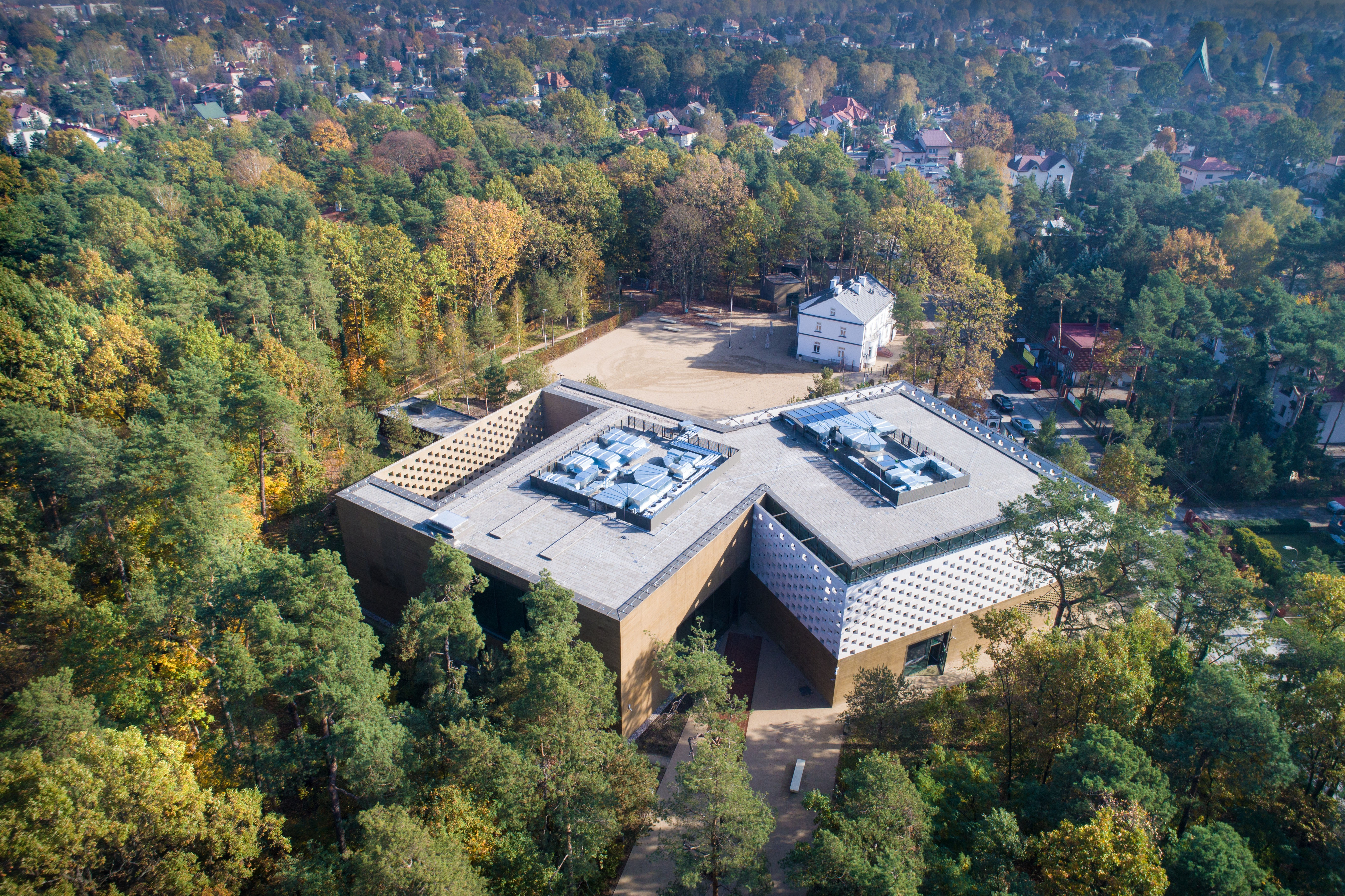
Musée Józef Piłsudski à Sulejówek.

Le 13 mai 1935, en accord avec les dernières volontés de Piłsudski, Edward Rydz-Śmigły fut nommé inspecteur-général des forces armées polonaises par le président et le gouvernement et le 10 novembre 1936, il fut élevé à la dignité de maréchal de Pologne. Rydz était maintenant l'une des personnes les plus puissantes de Pologne, « le second personnage de l'État après le président ». Alors que beaucoup voyaient Rydz-Śmigły comme le successeur de Piłsudski, il ne devint jamais aussi important.
Comme le gouvernement polonais devenait de plus en plus autoritaire et conservateur, la faction Rydz-Śmigły affrontait celle du plus modéré Ignacy Mościcki qui resta président. Après 1938, Rydz-Śmigły se réconcilia avec le président mais le gouvernement resta divisé entre les « hommes du président », essentiellement des civils, et les « hommes du maréchal », principalement des militaires et des anciens compagnons d'armes de Piłsudski. Après l'invasion de la Pologne en 1939, certaines de ces divisions politiques se poursuivirent au sein du gouvernement polonais en exil.
Piłsudski avait donné à la Pologne quelque chose de similaire à ce qu'avait songé Onufry Zagłoba, le héros des romans d'Henryk Sienkiewicz : un « Oliver Cromwell » polonais. À ce titre, les opinions sur le maréchal vont du profond respect à une grande animosité,,.
En 1935, lors des funérailles de Piłsudski, le président Mościcki fit l'éloge du maréchal : « Il était le roi de nos cœurs et le souverain de notre volonté. Durant le demi-siècle de sa vie de labeur, il captura cœur après cœur, âme après âme jusqu'à avoir tiré l'ensemble de la Pologne au sein du pourpre de son esprit royal. (...) Il donna à la Pologne la liberté, des frontières, le pouvoir et le respect ».
Après la Seconde Guerre mondiale, la pensée de Piłsudski influença peu les politiques de la république populaire de Pologne, de fait un État satellite de l'URSS. En particulier, la Pologne n'était plus en mesure de reprendre les efforts de Piłsudski pour construire une fédération avec certains des pays voisins et de diviser l'URSS avec les idées de prométhéisme. Durant une décennie après la fin de la Seconde Guerre mondiale, Piłsudski fut ignoré ou condamné par le gouvernement communiste polonais, de même que l'ensemble de la période d'Entre-deux-guerres. Cela commença cependant à changer, en particulier après la déstalinisation et l'octobre polonais de 1956, et l'historiographie polonaise évolua vers une vision plus équilibrée et neutre de Piłsudski,.
Après la chute du communisme et la désintégration de l'Union soviétique en 1991, Piłsudski redevint publiquement reconnu comme un héros national polonais. Le 60e anniversaire de sa mort, le 12 mai 1995, la Diète polonaise adopta une résolution : « Józef Piłsudski restera, dans la mémoire de notre nation, le fondateur de son indépendance et le chef victorieux qui repoussa un assaut étranger menaçant l'ensemble de l'Europe et sa civilisation. Józef Piłsudski a bien servi son pays et est entré pour toujours dans notre histoire ».
Si certaines décisions politiques de Piłsudski restent controversées, comme le coup d'État de 1926, les procès de Brest ou la création de la prison de Biaroza, il continue d'être considéré par la plupart des Polonais comme la figure providentielle du pays au XXe siècle.
Piłsudski a donné son nom à plusieurs unités militaires dont la 1re division d'infanterie et le train blindé no 51 (I Marszałek - « le premier maréchal »). Le tumulus Piłsudski, l'un des quatre tumulus de Cracovie ; le Józef Piłsudski Institute of America, un centre de recherche et un musée new-yorkais sur l'histoire moderne de la Pologne ; l’Académie d'éducation physique Józef-Piłsudski de Varsovie (pl) ; un paquebot, le MS Piłsudski et un navire de garde, le ORP Komendant Piłsudski ont été nommés en son hommage. La plupart des villes ont une « rue Piłsudski » alors qu'il n'y a que peu de rues qui portent le nom de son grand rival, Roman Dmowski, même dans son ancien bastion politique de Grande-Pologne. De même il y a des statues de Piłsudski dans de nombreuses villes polonaises.
Que ce soit avant ou après le changement de régime politique, diverses monnaies polonaises ont été frappées à son effigie : pièces en argent en 1988 (50 000 Złotys) et 1990 (100 000 Złotys), ainsi qu'un billet de banque commémoratif de 10 złotys en 2008 (anniversaire de l'indépendance en 1918) et une pièce commémorative de 20 Zlotys en 2010. Un billet de banque de 5 000 000 de złotys fut envisagé en 1995 mais resta à l'état de projet.

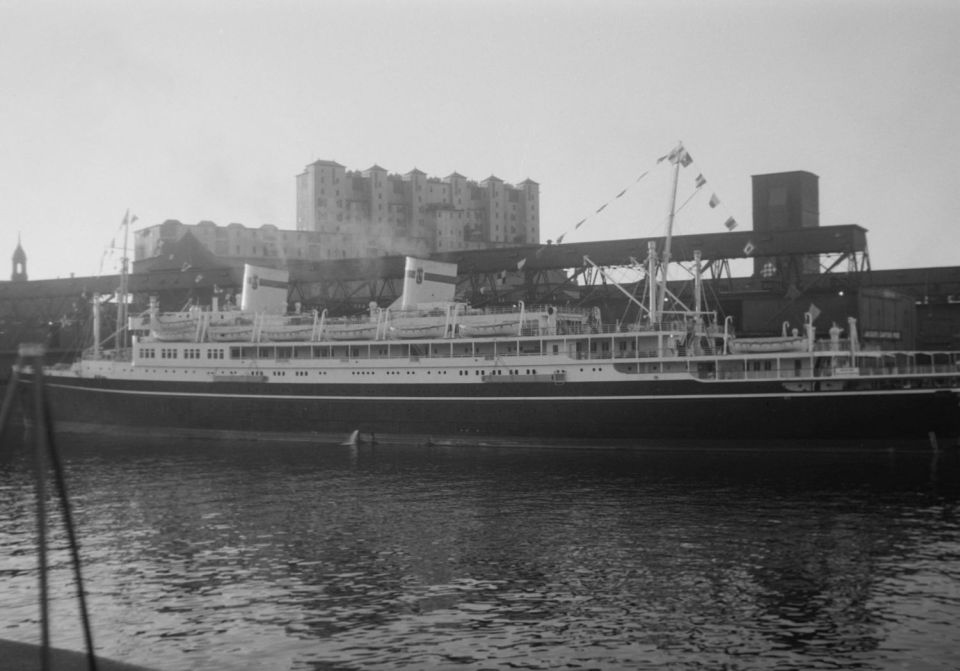
Le paquebot Pilsudski amarré dans le port de Montréal, en 1936.

La Bibliothèque du Congrès et la Bibliothèque nationale de Pologne listent respectivement plus de 300 et 500 publications consacrées à Piłsudski,. La vie de Piłsudski a fait l'objet d'un documentaire télévisé polonais de 2001, Marszałek Piłsudski, réalisé par Andrzej Trzos-Rastawiecki.
André Maurois comparait Józef Piłsudski à Tolstoï. Son lecteur attentif (en allemand) fut le général Charles de Gaulle, comme l'affirme Jean Lacouture dans sa biographie du général. Ces deux hommes d'État présentent d'ailleurs des ressemblances : l'historien allemand Hans Roos leur a consacré une étude-parallèle : Józef Piłsudski i Charles de Gaulle (trad. en polonais Kultura, Paris no 151/1960). Le personnage de Piłsudski fascine toujours les historiens comme le prouve sa dernière grande biographie américaine, Unvanquished (L'Invaincu) de Peter Hetherington, publiée en 2012  et surtout la biographie de Bohdan Urbankowski, Jozef Piłsudski marzyciel i strateg (Joseph Pilsudski, rêveur et stratège) publiée en 2014.
L'extrait d'un poème de Juliusz Słowacki, gravé sur le tombeau de la mère de Piłsudski à Vilnius et où repose aussi son cœur, résume bien ce personnage, qualifié de « shakespearien » par l'historien français Henry Rollet : « Qui, pouvant faire le choix, choisit pour abri / Un nid d'aigle sur les rocs... qu'il sache dormir / Avec, dans la tempête, des yeux d'insomnie / Lorsqu'on en entend dans les arbres les démons gémir... / Ainsi j'ai vécu. » (trad. Ch. Jezewski)
En 2023 l'armée polonaise créé la 1re division d'infanterie de la Légion à son nom.

## Famille

### Ascendance
L'ascendance de Piłsudski est la suivante :
|  |                                       |  |  |  |  |  |  |  |  |  |  |  |  |  |  |  |
|  | Kazimierz Ludwik Piłsudski            |  |  |  |  |  |  |  |  |  |  |  |  |  |  |  |
|  |                                       |  |  |  |  |  |  |  |  |  |  |  |  |  |  |  |
|  |                                       |  |  |  |  |  |  |  |  |  |  |  |  |  |  |  |
|  | Kazimierz Piłsudski (1752 - ca. 1820) |  |  |  |  |  |  |  |  |  |  |  |  |  |  |  |
|  |                                       |  |  |  |  |  |  |  |  |  |  |  |  |  |  |  |
|  |                                       |  |  |  |  |  |  |  |  |  |  |  |  |  |  |  |
|  | Princesse Rozalia Puzyna              |  |  |  |  |  |  |  |  |  |  |  |  |  |  |  |
|  |                                       |  |  |  |  |  |  |  |  |  |  |  |  |  |  |  |
|  |                                       |  |  |  |  |  |  |  |  |  |  |  |  |  |  |  |
|  | Piotr Paweł Piłsudski (1794-1851)     |  |  |  |  |  |  |  |  |  |  |  |  |  |  |  |
|  |                                       |  |  |  |  |  |  |  |  |  |  |  |  |  |  |  |
|  |                                       |  |  |  |  |  |  |  |  |  |  |  |  |  |  |  |
|  | Walerian Billewicz                    |  |  |  |  |  |  |  |  |  |  |  |  |  |  |  |
|  |                                       |  |  |  |  |  |  |  |  |  |  |  |  |  |  |  |
|  |                                       |  |  |  |  |  |  |  |  |  |  |  |  |  |  |  |
|  | Anna Billewicz (1761-1837)            |  |  |  |  |  |  |  |  |  |  |  |  |  |  |  |
|  |                                       |  |  |  |  |  |  |  |  |  |  |  |  |  |  |  |
|  |                                       |  |  |  |  |  |  |  |  |  |  |  |  |  |  |  |
|  | Princesse Połubińska                  |  |  |  |  |  |  |  |  |  |  |  |  |  |  |  |
|  |                                       |  |  |  |  |  |  |  |  |  |  |  |  |  |  |  |
|  |                                       |  |  |  |  |  |  |  |  |  |  |  |  |  |  |  |
|  | Józef Wincenty Piłsudski (1833-1902)  |  |  |  |  |  |  |  |  |  |  |  |  |  |  |  |
|  |                                       |  |  |  |  |  |  |  |  |  |  |  |  |  |  |  |
|  |                                       |  |  |  |  |  |  |  |  |  |  |  |  |  |  |  |
|  | Ignacy Butler                         |  |  |  |  |  |  |  |  |  |  |  |  |  |  |  |
|  |                                       |  |  |  |  |  |  |  |  |  |  |  |  |  |  |  |
|  |                                       |  |  |  |  |  |  |  |  |  |  |  |  |  |  |  |
|  | Wincenty Butler (1771-1843)           |  |  |  |  |  |  |  |  |  |  |  |  |  |  |  |
|  |                                       |  |  |  |  |  |  |  |  |  |  |  |  |  |  |  |
|  |                                       |  |  |  |  |  |  |  |  |  |  |  |  |  |  |  |
|  | Elżbieta Kurszewska                   |  |  |  |  |  |  |  |  |  |  |  |  |  |  |  |
|  |                                       |  |  |  |  |  |  |  |  |  |  |  |  |  |  |  |
|  |                                       |  |  |  |  |  |  |  |  |  |  |  |  |  |  |  |
|  | Teodora Urszula Butler (1811-1886)    |  |  |  |  |  |  |  |  |  |  |  |  |  |  |  |
|  |                                       |  |  |  |  |  |  |  |  |  |  |  |  |  |  |  |
|  |                                       |  |  |  |  |  |  |  |  |  |  |  |  |  |  |  |
|  | Małgorzata Billewicz (??? - ca. 1861) |  |  |  |  |  |  |  |  |  |  |  |  |  |  |  |
|  |                                       |  |  |  |  |  |  |  |  |  |  |  |  |  |  |  |
|  |                                       |  |  |  |  |  |  |  |  |  |  |  |  |  |  |  |
|  | Józef Klemens Piłsudski (1867-1935)   |  |  |  |  |  |  |  |  |  |  |  |  |  |  |  |
|  |                                       |  |  |  |  |  |  |  |  |  |  |  |  |  |  |  |
|  |                                       |  |  |  |  |  |  |  |  |  |  |  |  |  |  |  |
|  | Adam Billewicz                        |  |  |  |  |  |  |  |  |  |  |  |  |  |  |  |
|  |                                       |  |  |  |  |  |  |  |  |  |  |  |  |  |  |  |
|  |                                       |  |  |  |  |  |  |  |  |  |  |  |  |  |  |  |
|  | Kacper Billewicz (??? - ca. 1840)     |  |  |  |  |  |  |  |  |  |  |  |  |  |  |  |
|  |                                       |  |  |  |  |  |  |  |  |  |  |  |  |  |  |  |
|  |                                       |  |  |  |  |  |  |  |  |  |  |  |  |  |  |  |
|  | Antoni Billewicz (1815-1860)          |  |  |  |  |  |  |  |  |  |  |  |  |  |  |  |
|  |                                       |  |  |  |  |  |  |  |  |  |  |  |  |  |  |  |
|  |                                       |  |  |  |  |  |  |  |  |  |  |  |  |  |  |  |
|  | Kownacka                              |  |  |  |  |  |  |  |  |  |  |  |  |  |  |  |
|  |                                       |  |  |  |  |  |  |  |  |  |  |  |  |  |  |  |
|  |                                       |  |  |  |  |  |  |  |  |  |  |  |  |  |  |  |
|  | Maria Billewicz (1842-1884)           |  |  |  |  |  |  |  |  |  |  |  |  |  |  |  |
|  |                                       |  |  |  |  |  |  |  |  |  |  |  |  |  |  |  |
|  |                                       |  |  |  |  |  |  |  |  |  |  |  |  |  |  |  |
|  | Joachim Michałowski (1744-1831)       |  |  |  |  |  |  |  |  |  |  |  |  |  |  |  |
|  |                                       |  |  |  |  |  |  |  |  |  |  |  |  |  |  |  |
|  |                                       |  |  |  |  |  |  |  |  |  |  |  |  |  |  |  |
|  | Wojciech Michałowski                  |  |  |  |  |  |  |  |  |  |  |  |  |  |  |  |
|  |                                       |  |  |  |  |  |  |  |  |  |  |  |  |  |  |  |
|  |                                       |  |  |  |  |  |  |  |  |  |  |  |  |  |  |  |
|  | Ludwika Taraszkiewicz (1784-1836)     |  |  |  |  |  |  |  |  |  |  |  |  |  |  |  |
|  |                                       |  |  |  |  |  |  |  |  |  |  |  |  |  |  |  |
|  |                                       |  |  |  |  |  |  |  |  |  |  |  |  |  |  |  |
|  | Helena Michałowska (??? - 1846)       |  |  |  |  |  |  |  |  |  |  |  |  |  |  |  |
|  |                                       |  |  |  |  |  |  |  |  |  |  |  |  |  |  |  |
|  |                                       |  |  |  |  |  |  |  |  |  |  |  |  |  |  |  |
|  | Wincenty Butler (1771-1843)           |  |  |  |  |  |  |  |  |  |  |  |  |  |  |  |
|  |                                       |  |  |  |  |  |  |  |  |  |  |  |  |  |  |  |
|  |                                       |  |  |  |  |  |  |  |  |  |  |  |  |  |  |  |
|  | Elżbieta Butler (??? - 1894)          |  |  |  |  |  |  |  |  |  |  |  |  |  |  |  |
|  |                                       |  |  |  |  |  |  |  |  |  |  |  |  |  |  |  |
|  |                                       |  |  |  |  |  |  |  |  |  |  |  |  |  |  |  |
|  | Małgorzata Billewicz (??? - ca. 1861) |  |  |  |  |  |  |  |  |  |  |  |  |  |  |  |
|  |                                       |  |  |  |  |  |  |  |  |  |  |  |  |  |  |  |
|  |                                       |  |  |  |  |  |  |  |  |  |  |  |  |  |  |  |

### Descendance
Les deux filles de J. Piłsudski (Wanda et Jadwiga) retournèrent en Pologne en 1989 après la chute du régime communiste. Les deux femmes avaient été très engagées dans la lutte contre celui-ci entre 1979 et 1989.
La fille de Jadwiga Piłsudska, Joanna Jaraczewska, était revenue en Pologne en 1979. Elle épousa Janusz Onyszkiewicz, un activiste de Solidarność, dans une prison politique en 1983. Par la suite, celui-ci devint parlementaire, ministre polonais de la Défense nationale et vice-président du Parlement européen.

## Honneurs et distinctions

### Pologne
- Ordre de l'Aigle blanc (1921)
- Ordre militaire de Virtuti Militari, classes I, II, IV et V
- Croix de l'Indépendance avec épées (6 novembre 1930)
- Ordre Polonia Restituta, classes I et II
- Croix de la Vaillance, quatre fois
- Croix du Mérite en Or, quatre fois
- Croix du Mérite de Lituanie Centrale
- Croix sur Ruban Silésien de Bravoure et de Mérite
- Badge pour « service fidèle » (1916)

- Tertre de Piłsudski à Cracovie.

### Étrangers
- Ordre de la Couronne de fer, classe III (Autriche-Hongrie)
- Grand-Croix de l'ordre de Léopold (Belgique)
- Ordre national de la Croix du Sud, classe I (Brésil)
- Ordre de Saint Alexandre avec épée (Bulgarie)
- Ordre du mérite militaire (Espagne)
- Ordre de la Croix de l'Aigle, classe I (Estonie)
- Croix de la Liberté, classe I, grades I et III (Estonie)
- Ordre de la Rose blanche, classe I (Finlande)
- Grand-Croix de la Légion d'honneur (no 25864) et médaille militaire (France)
- Grand-Croix de l'ordre du Mérite (Hongrie)
- Ordre des Saints-Maurice-et-Lazare, classe I et de l'ordre militaire de Savoie, classe I (Italie)
- Ordre du Soleil levant, classe I (Japon)
- Ordre de Lāčplēsis, classe I (Lettonie)
- Grand-Croix de l'ordre de la Tour et de l'Épée (Portugal)
- Ordre de Charles Ier, classe I et ordre de Michel le Brave, classes I, II et III (Roumanie)
- Croix de guerre 1918 (Tchécoslovaquie)
- Ordre de l'Étoile de Karageorge (Yougoslavie)

### Doctoratshonoris causa
- Université Jagellonne (28 avril 1920)
- Université de Varsovie (2 mai 1921)
- Université Étienne-Batory de Wilno (septembre 1921)
- Université Adam-Mickiewicz de Poznań (11 novembre 1933)